# Liste der Schweren Kreuzer
In der Liste der Schweren Kreuzer sind alle zwischen 1916 und 1949 gebauten und in Dienst gestellten Schweren Kreuzer aufgeführt.

## Liste der Schiffe

### Argentinien
- Veinticinco-de-Mayo-Klasse
  - ARA Almirante Brown (C-1) (1929)
  - ARA Veinticinco de Mayo (C-2) (1929)

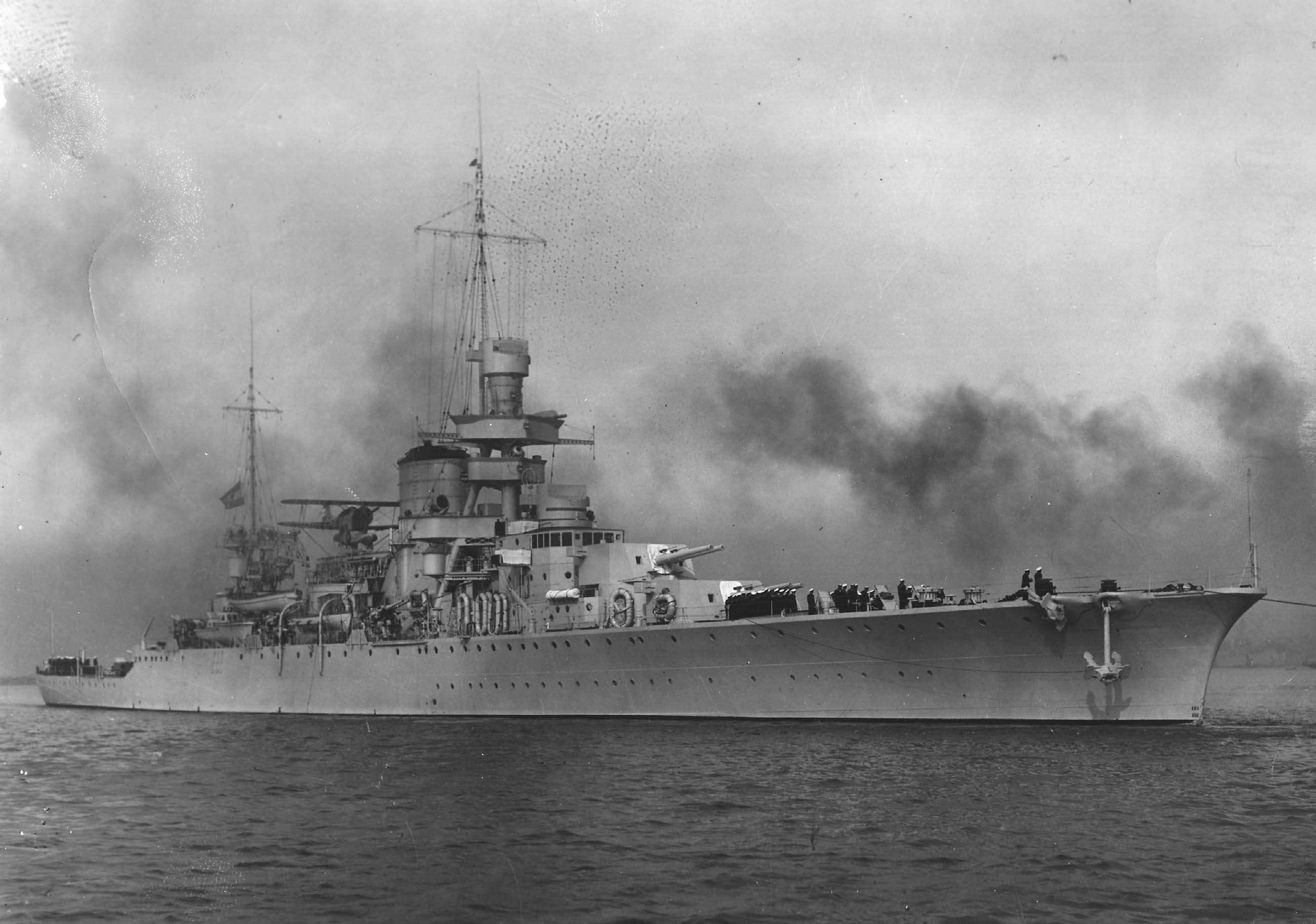
ARA Almirante Brown
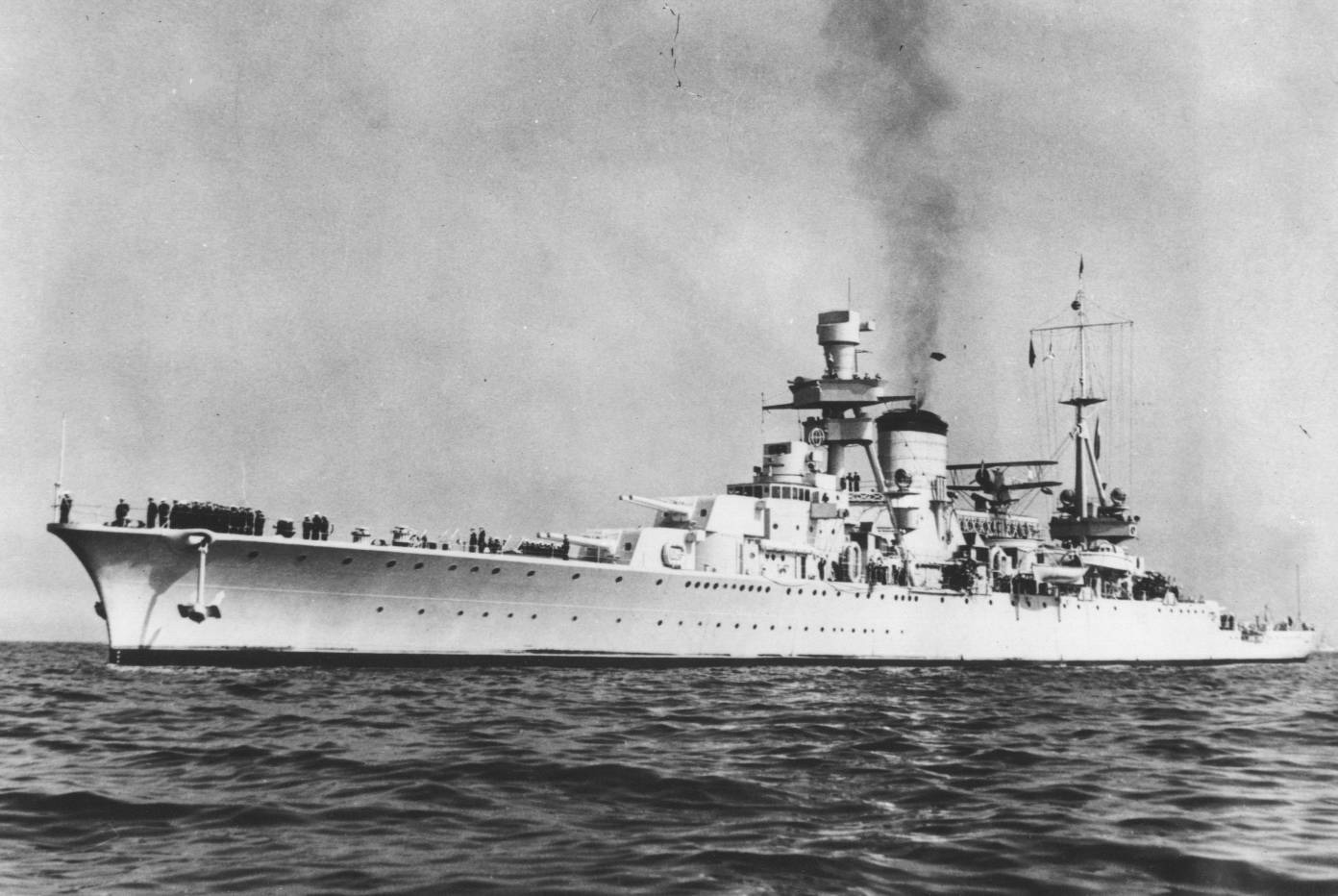
ARA Veinticinco de Mayo

### Australien
- (Britische) County-Klasse
  - Australia (1927)
  - Canberra (1927)

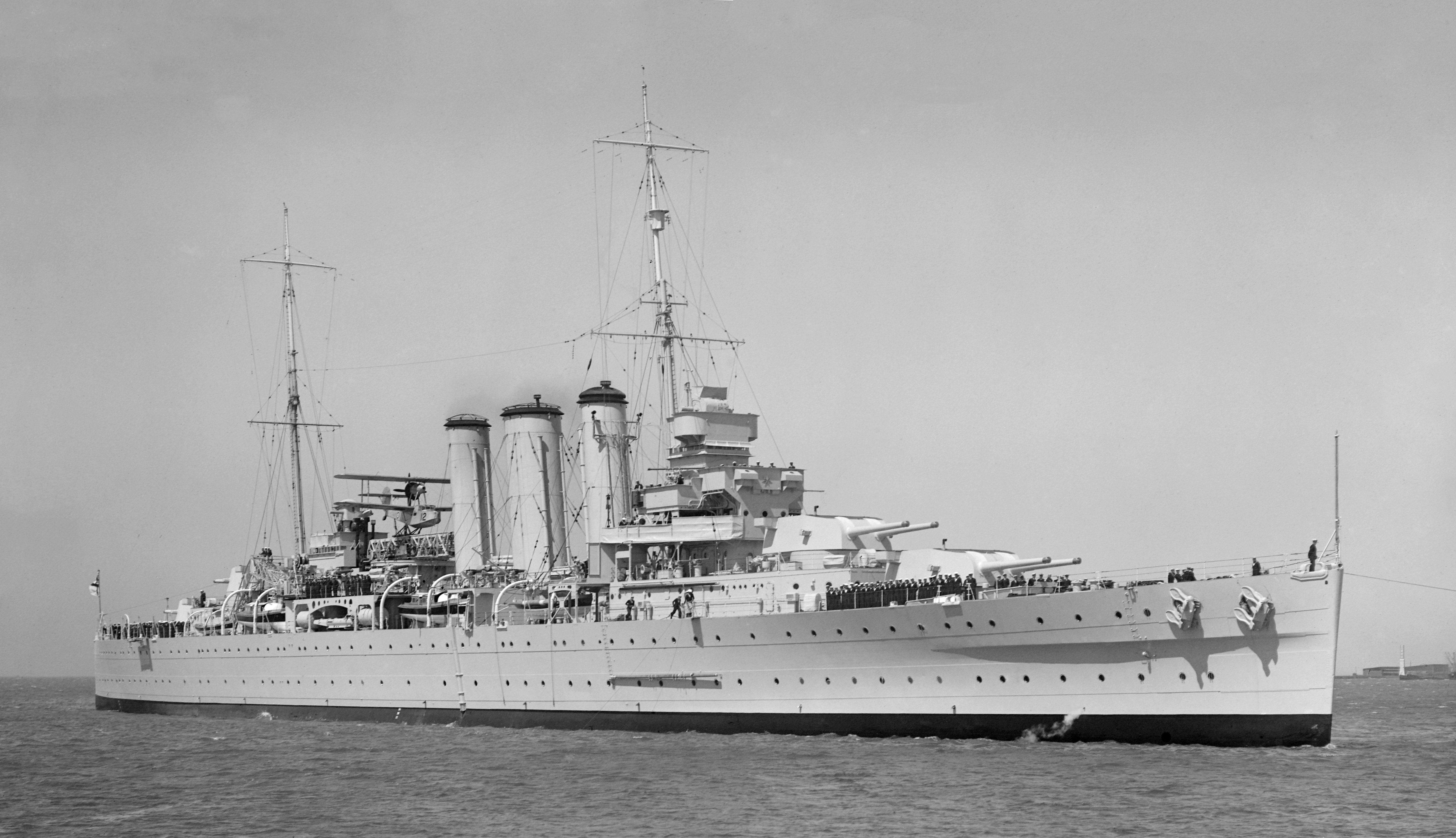
HMAS Australia
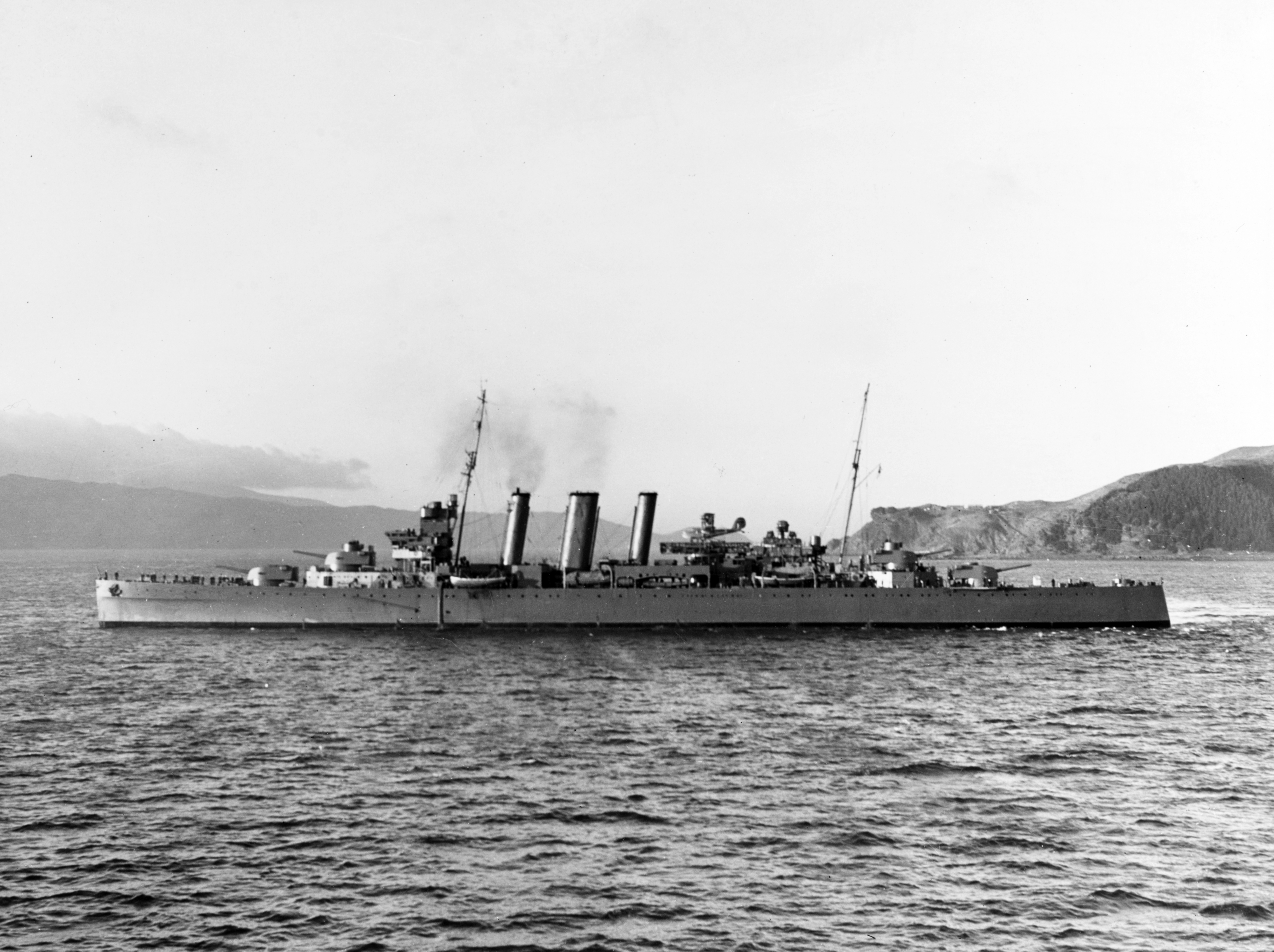
HMAS Canberra

### Deutschland
- Admiral-Hipper-Klasse
  - Admiral Hipper (1937)
  - Blücher (1937)
  - Prinz Eugen (1938)
  - Seydlitz (1939) – nicht fertiggestellt
  - Lützow (1939) – unfertig 1939 an die Sowjetunion verkauft

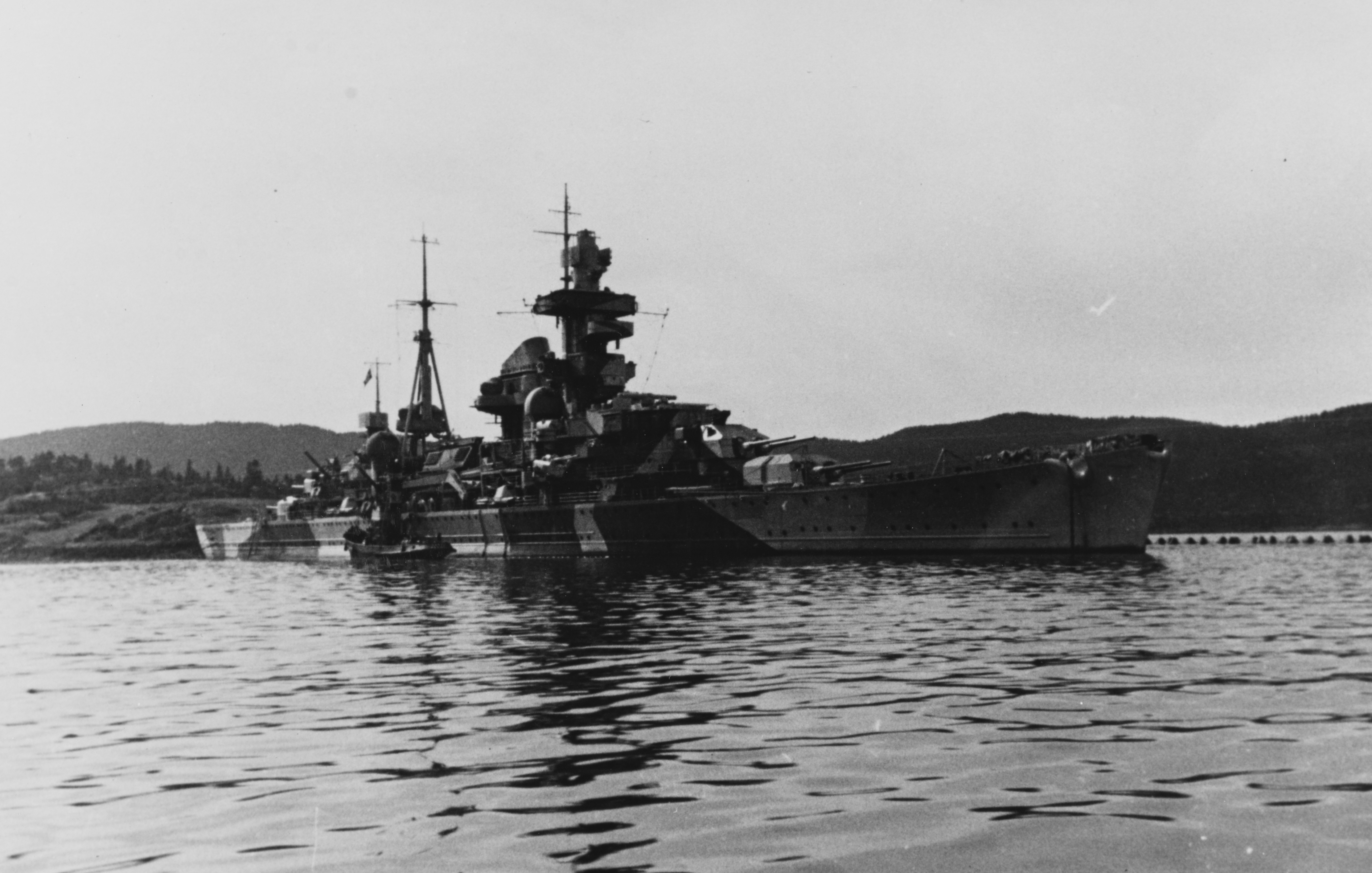
Admiral Hipper
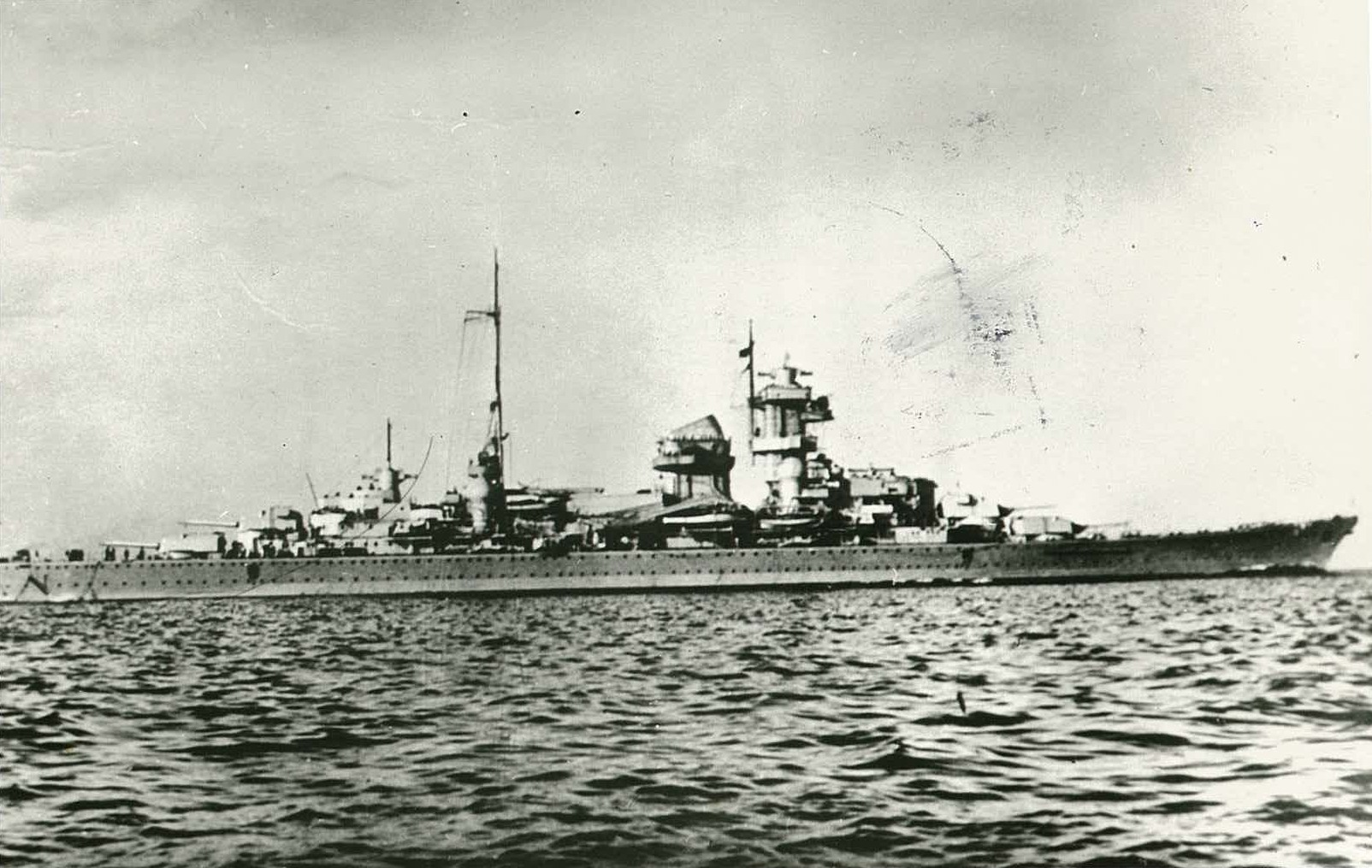
Blücher
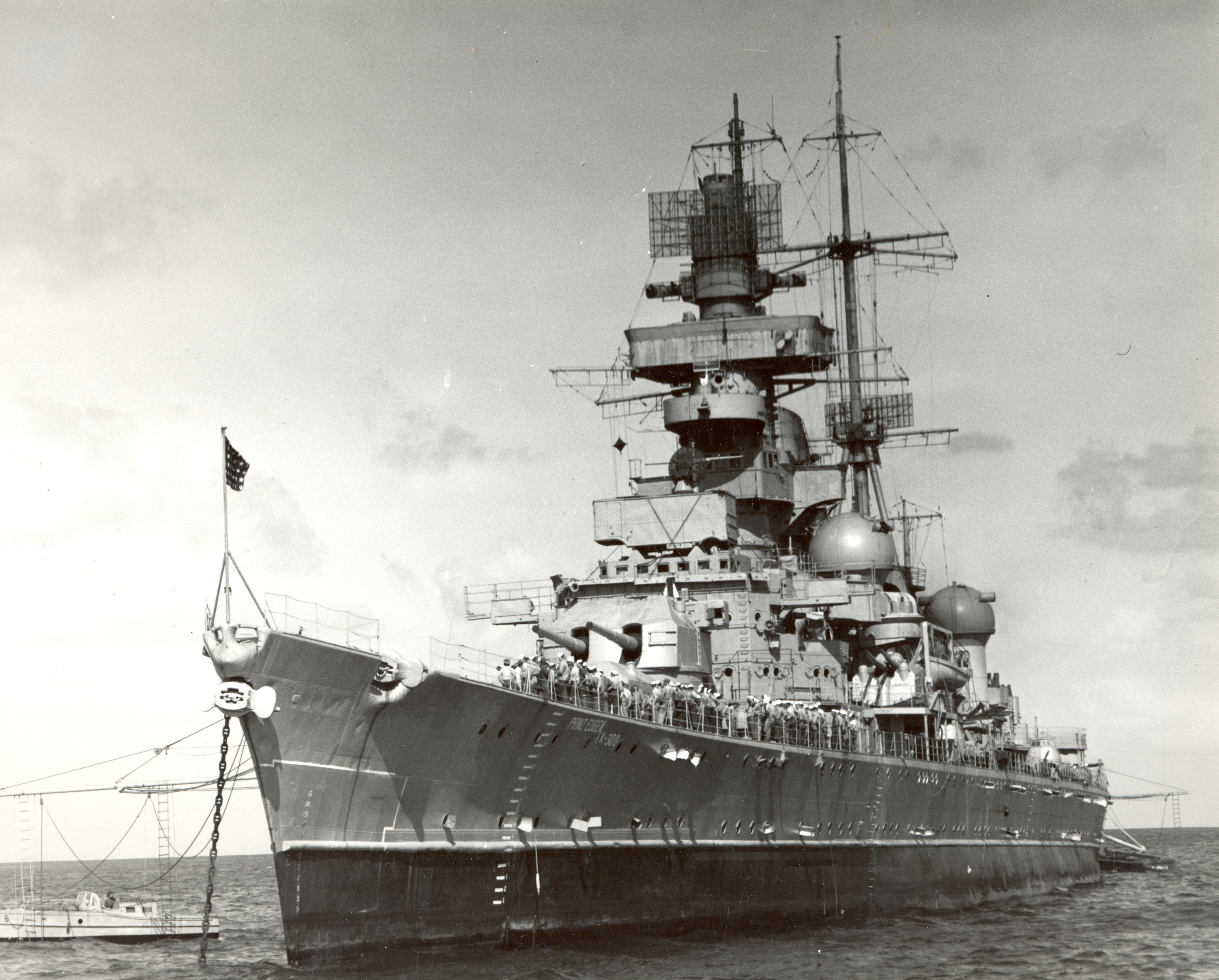
Prinz Eugen
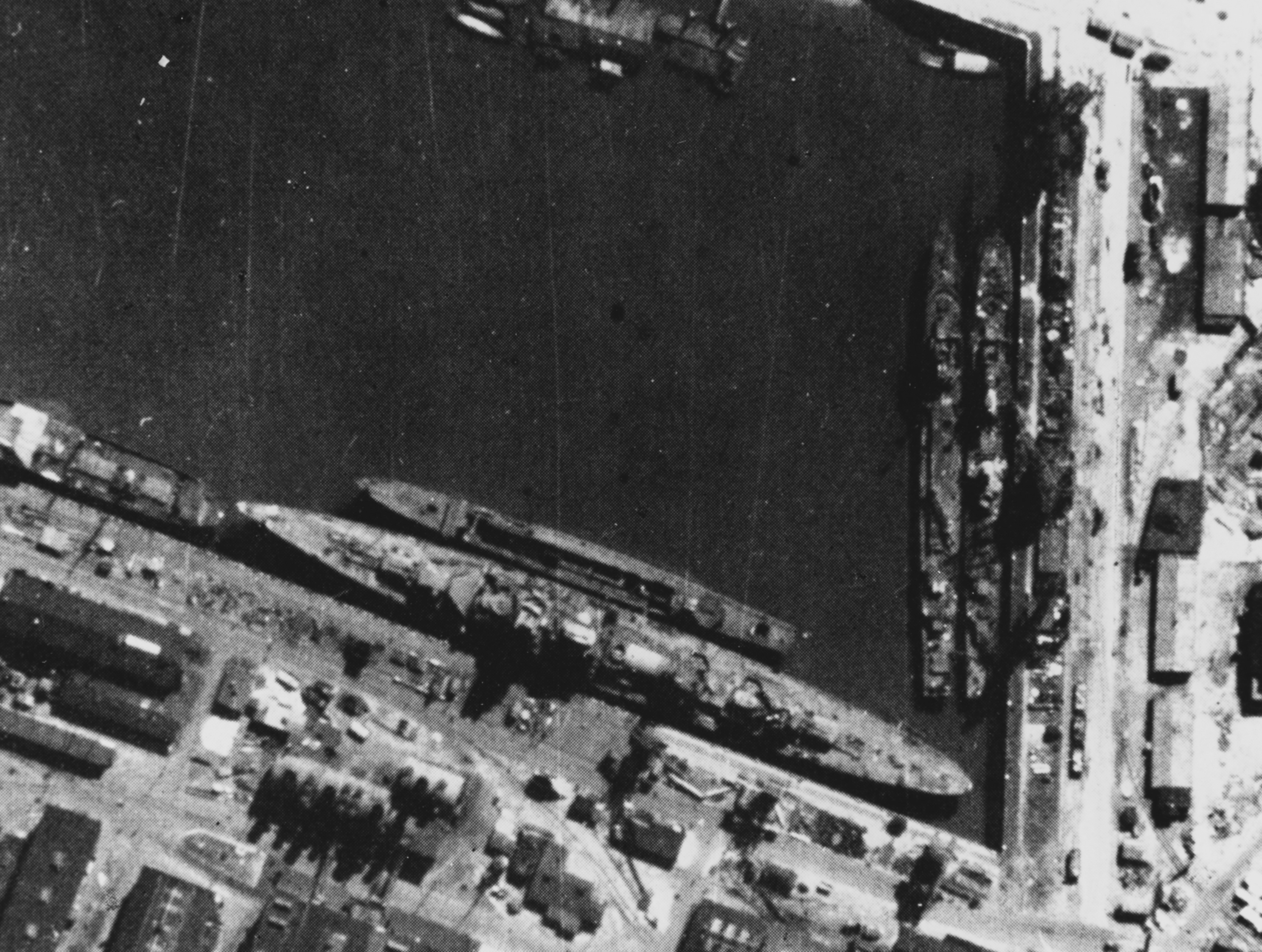
Seydlitz
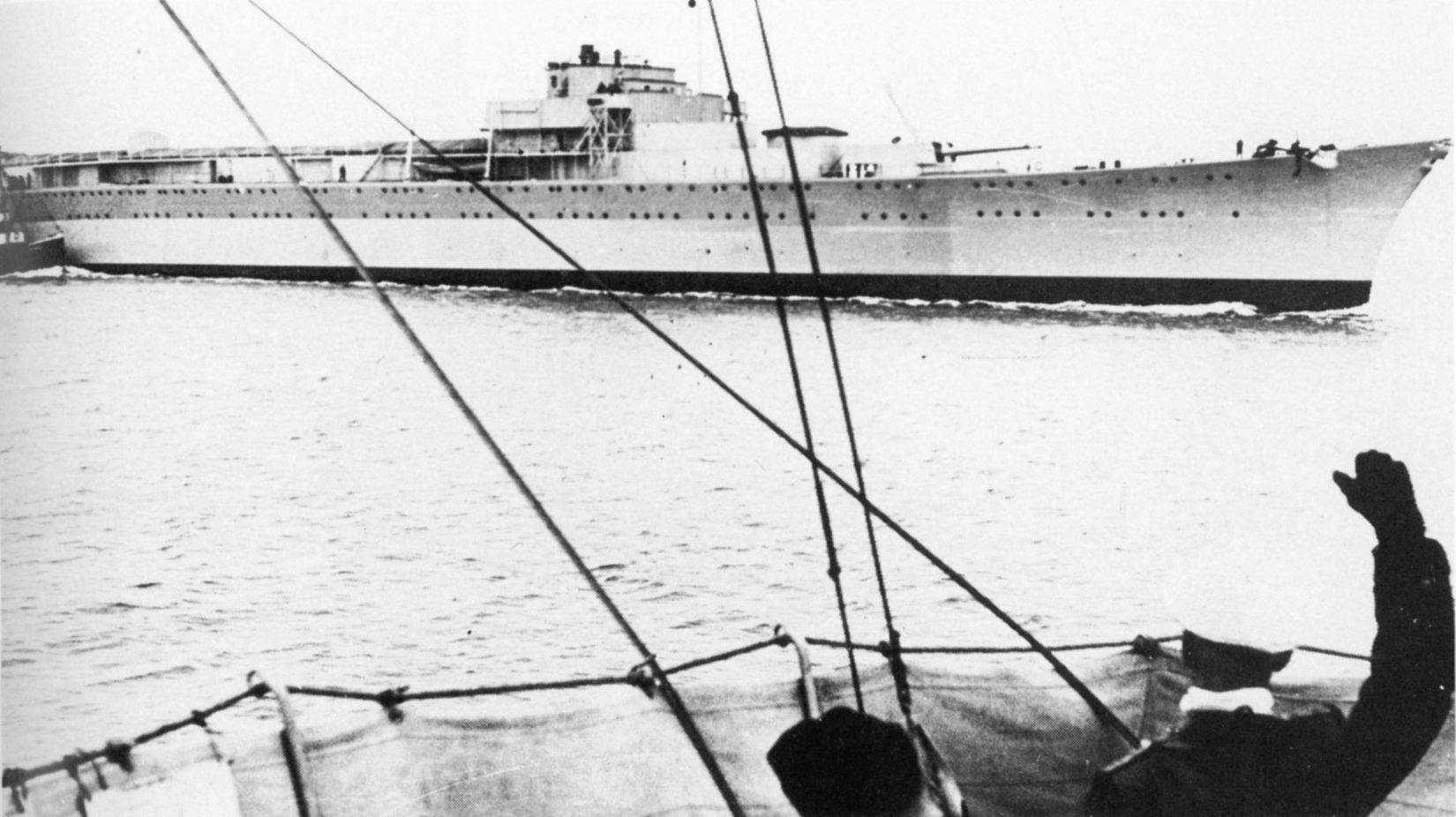
Lützow

### Frankreich
- Duquesne-Klasse
  - Duquesne (1925)
  - Tourville (1926)
- Suffren-Klasse
  - Suffren (1927)
  - Colbert (1928)
  - Foch (1929)
  - Dupleix (1930)
- Algérie (1932)

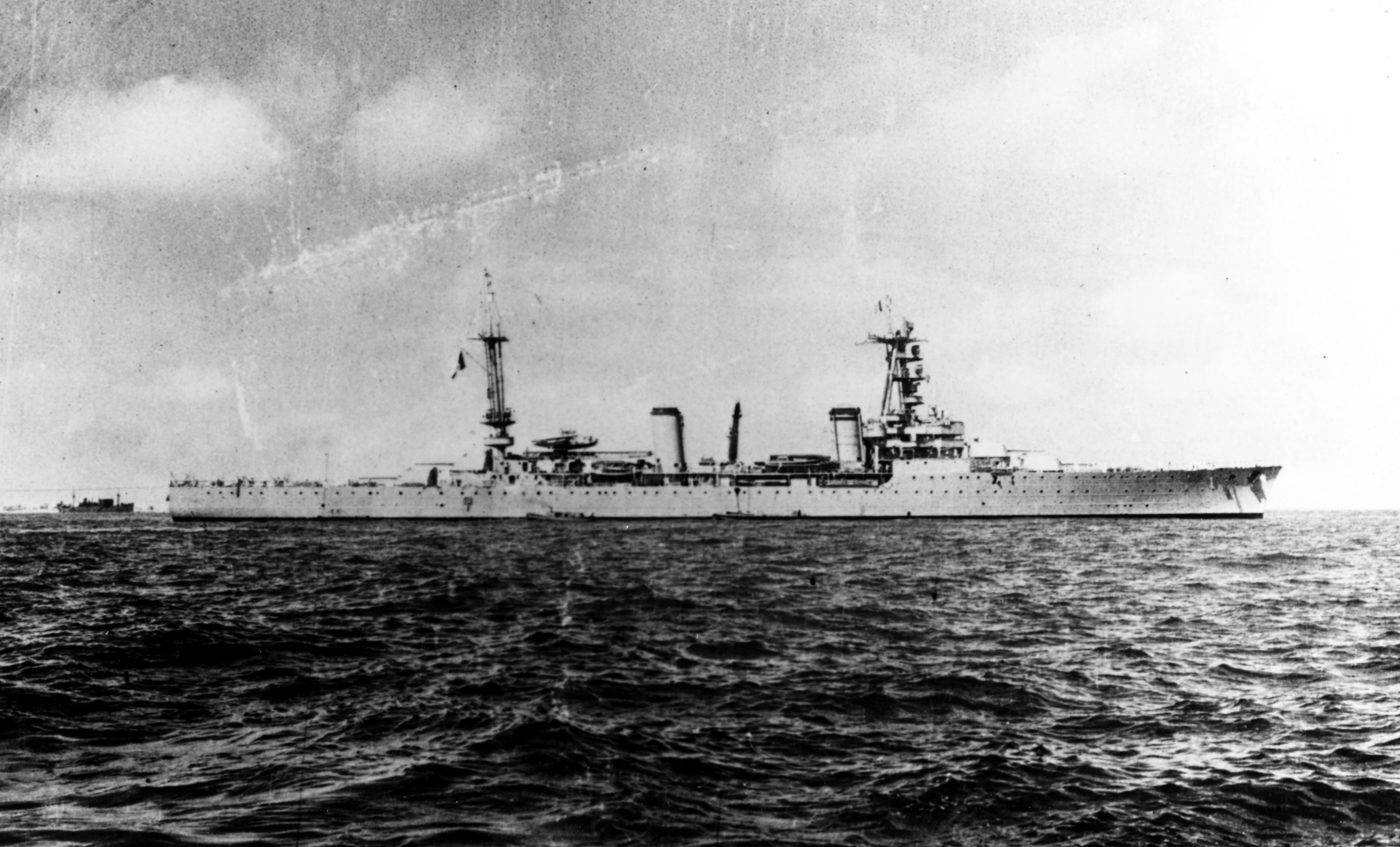
Duquesne
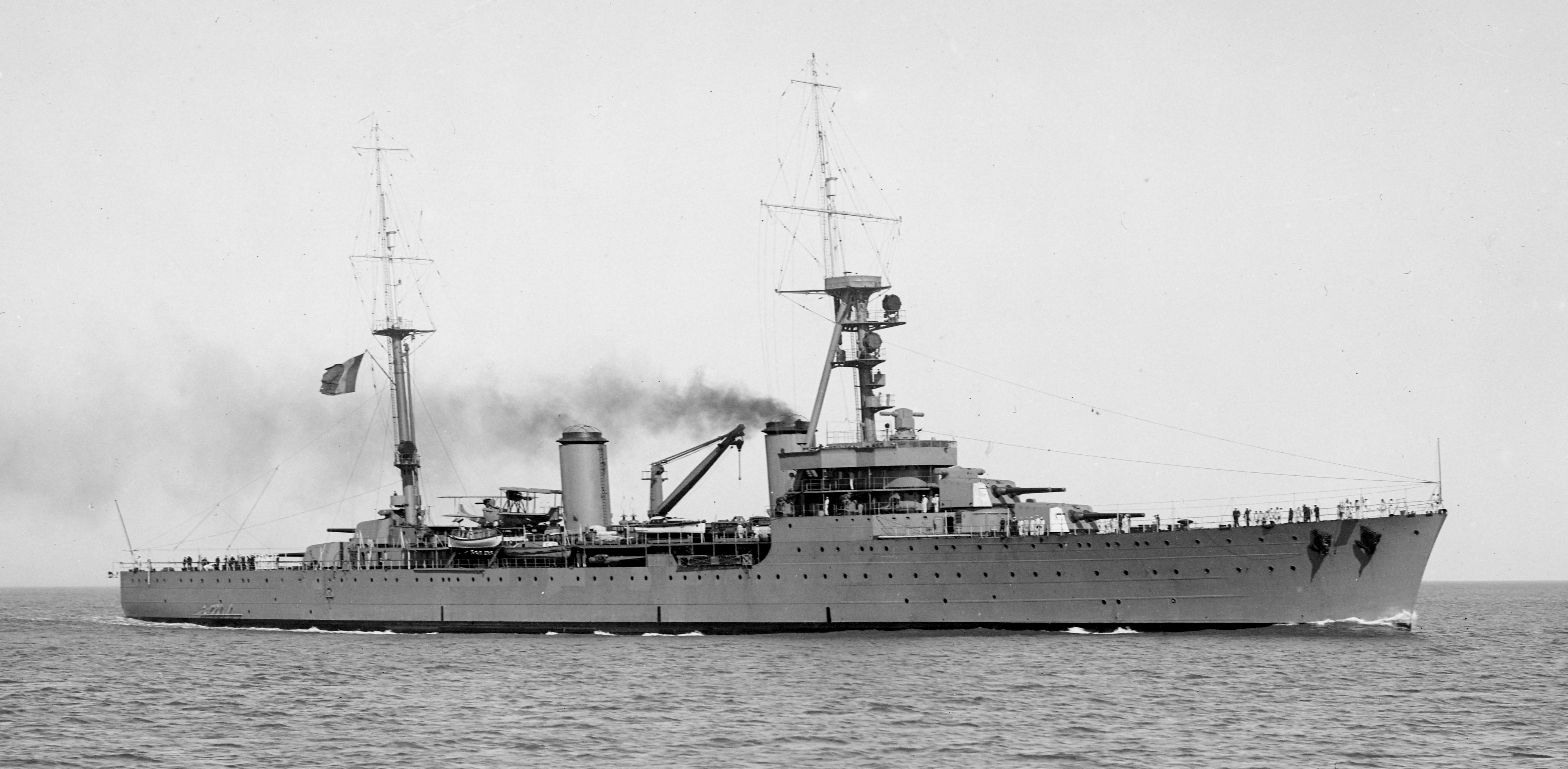
Tourville
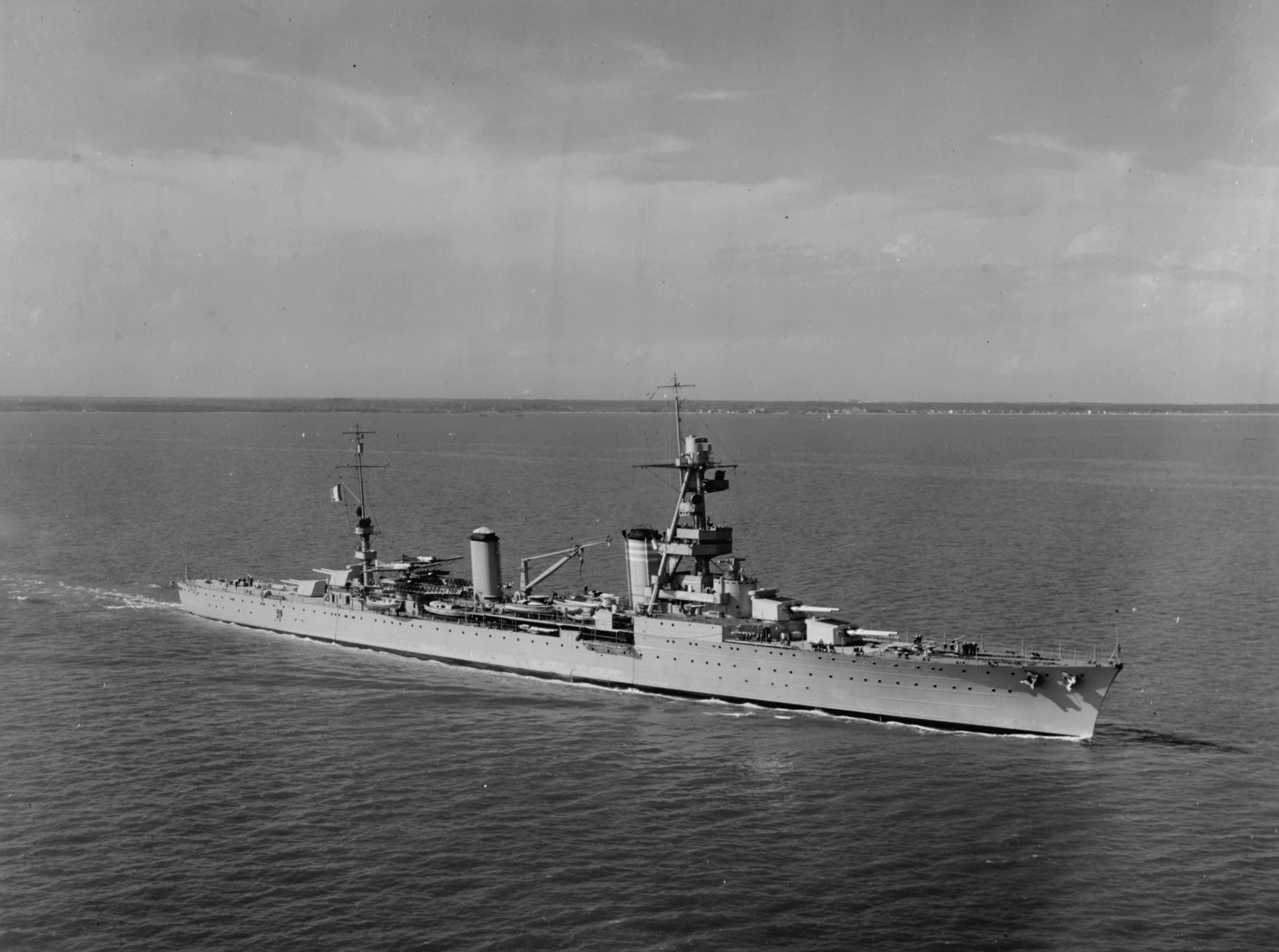
Suffren
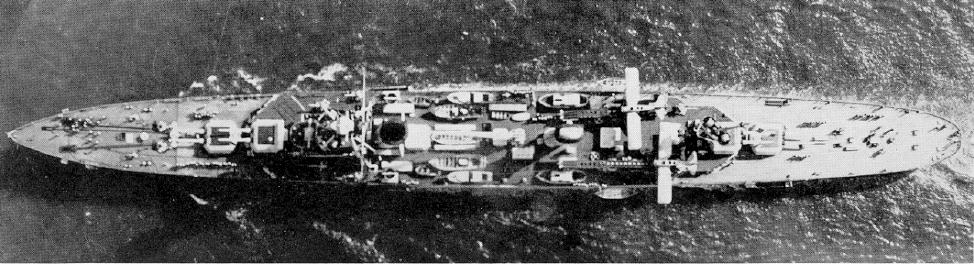
Colbert
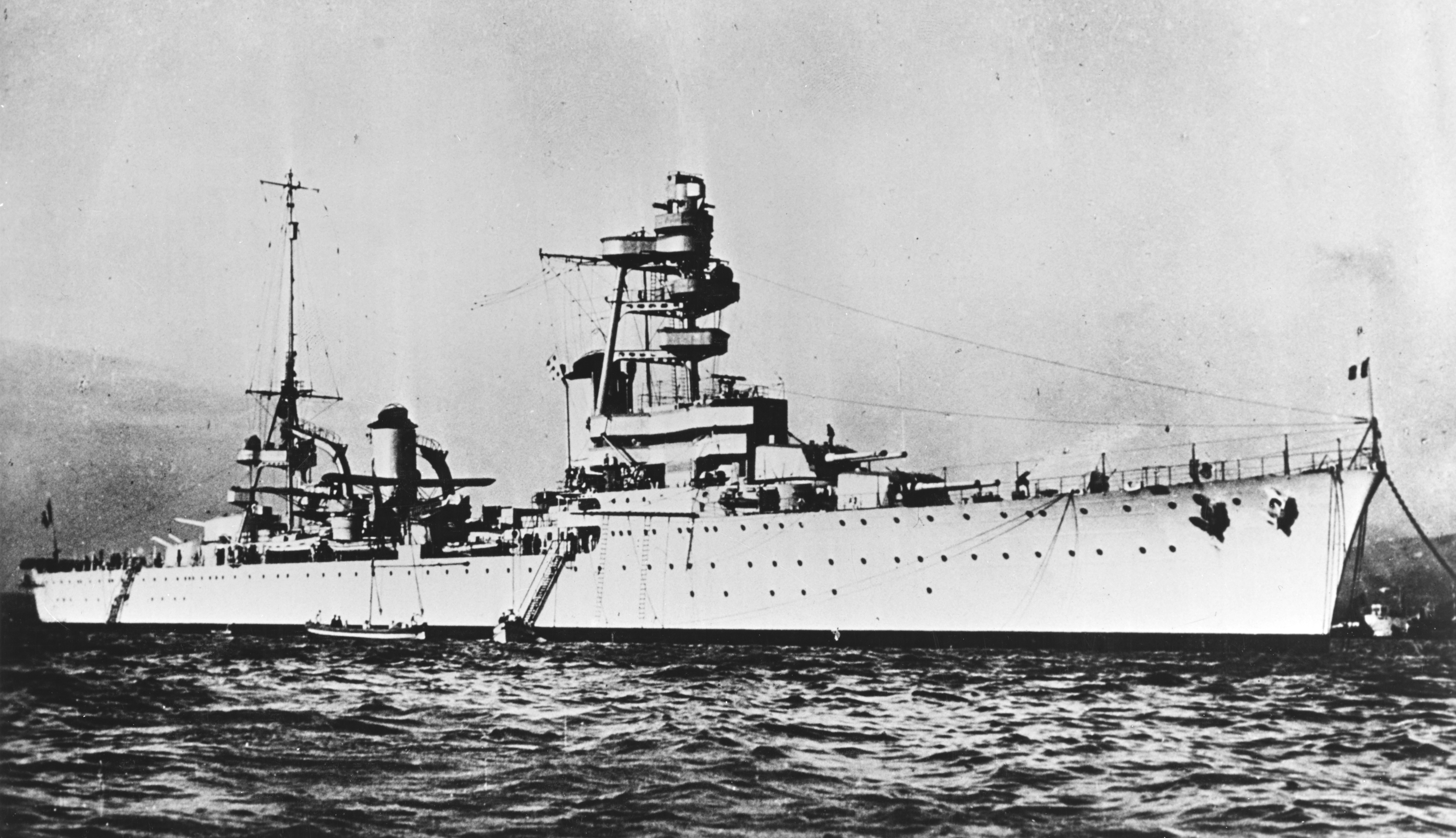
Foch
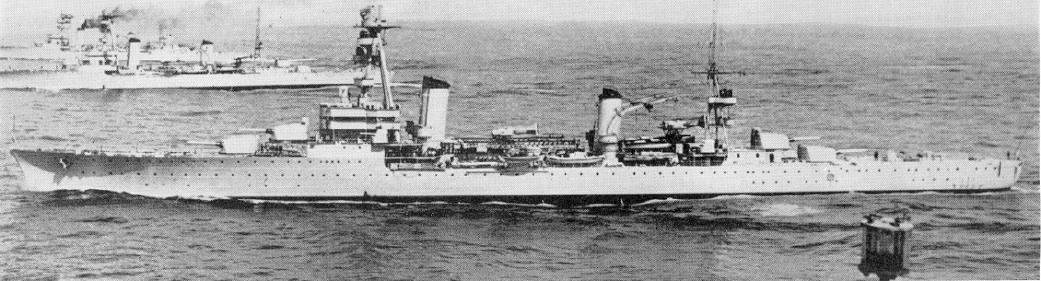
Dupleix
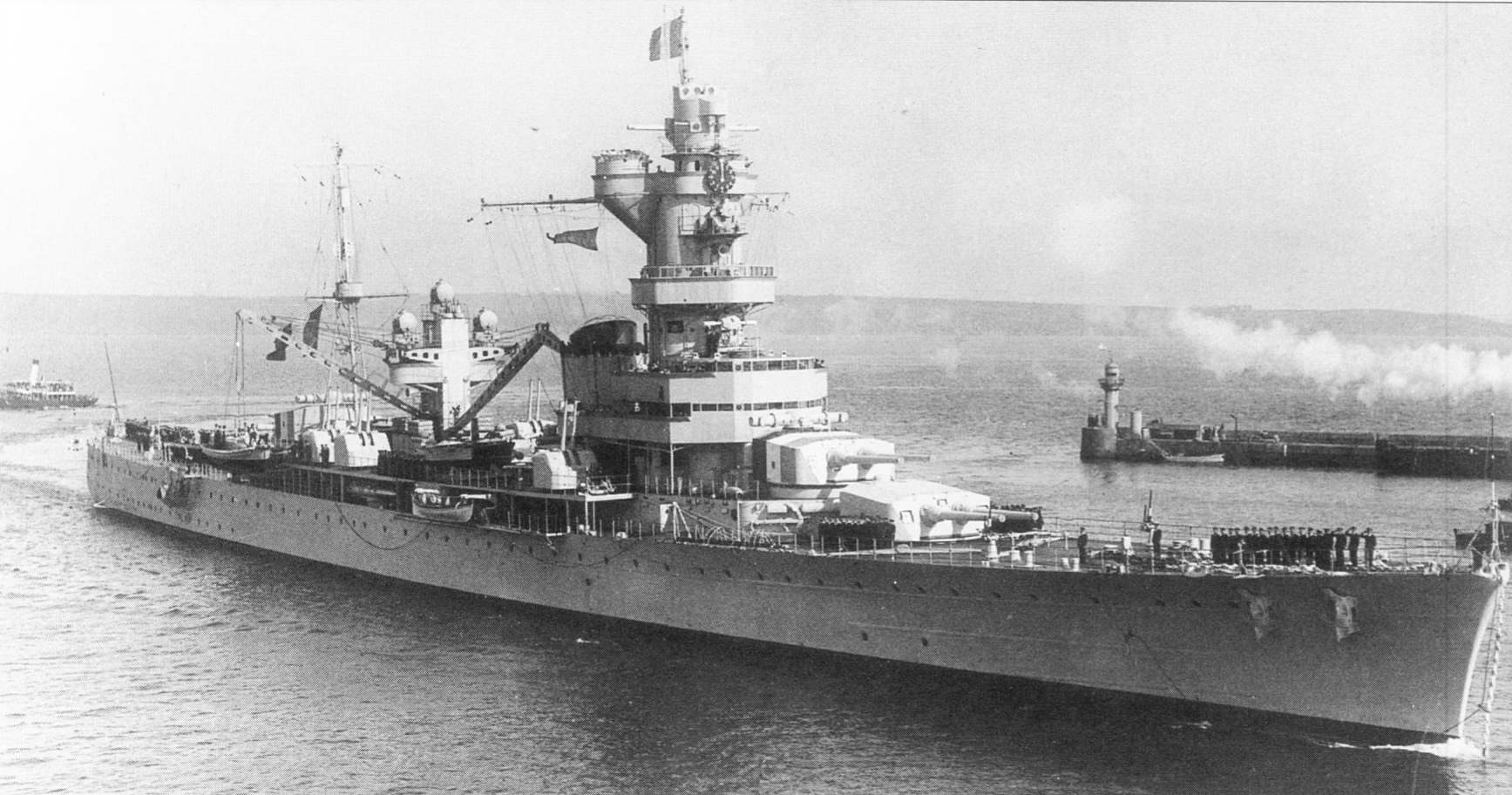
Algérie

### Großbritannien
- Hawkins-Klasse
  - HMS Hawkins (1917)
  - HMS Cavendish (1918)
  - HMS Raleigh (1919)
  - HMS Frobisher (1920)
  - HMS Effingham (1921)
- County-Klasse
  - Kent-Gruppe
    - HMS Kent (1926)
    - HMS Suffolk (1926)
    - HMS Cornwall (1926)
    - HMS Cumberland (1926)
    - HMS Berwick (1926)

  - London-Gruppe
    - HMS London (1927)
    - HMS Devonshire (1927)
    - HMS Sussex (1928)
    - HMS Shropshire (1928)

  - Norfolk-Gruppe
    - HMS Norfolk (1928)
    - HMS Dorsetshire (1929)

  - Surrey-Gruppe – alle 1930 storniert
    - HMS Surrey
    - HMS Northumberland
    - (ohne Namen)
- York-Klasse
  - HMS York (1928)
  - HMS Exeter (1929)

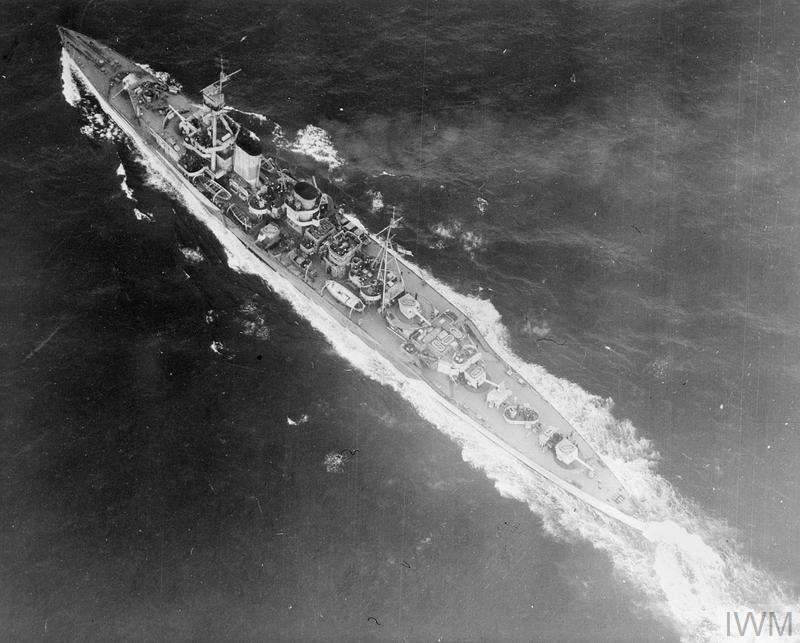
HMS Hawkins
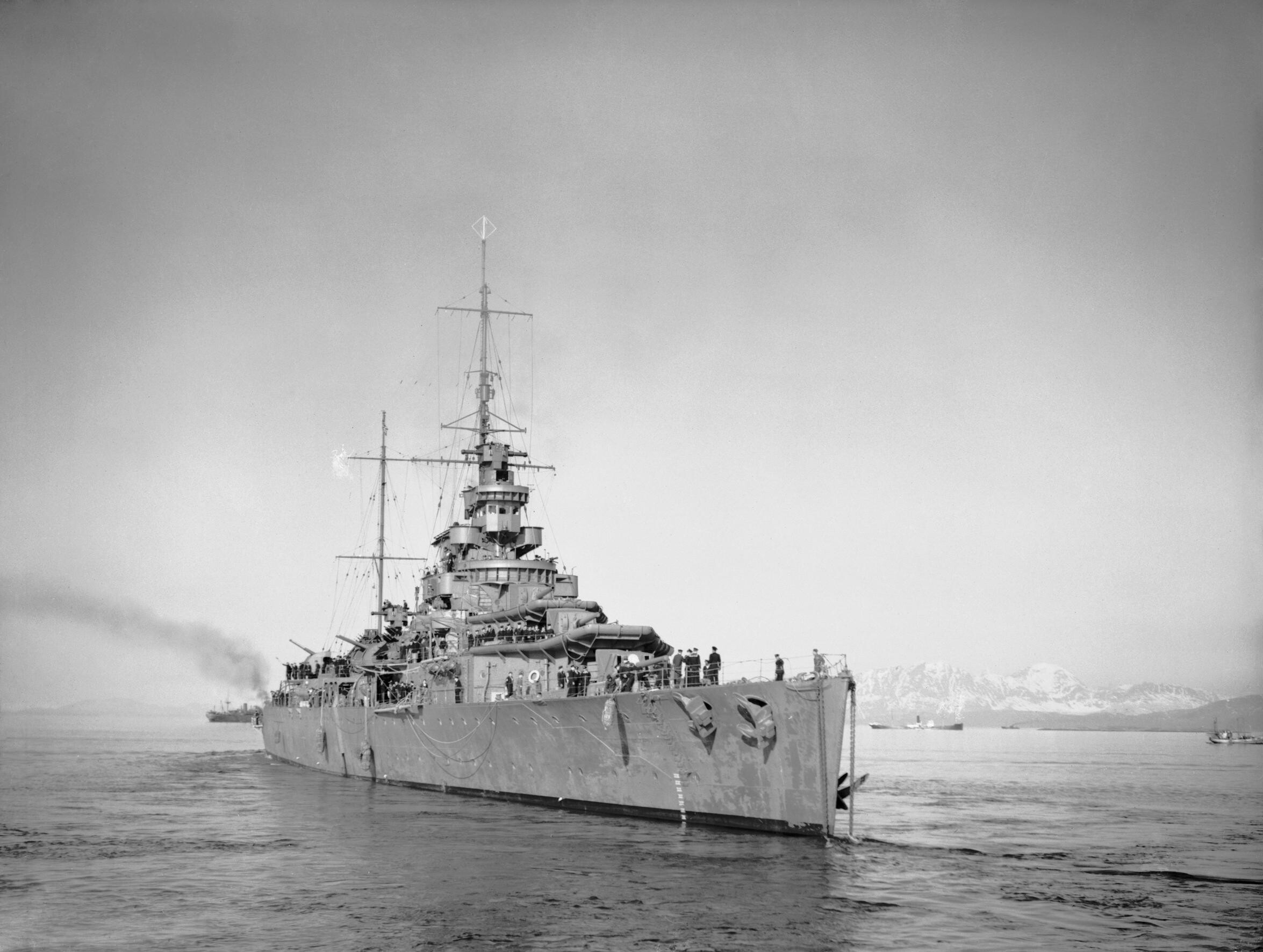
HMS Effingham
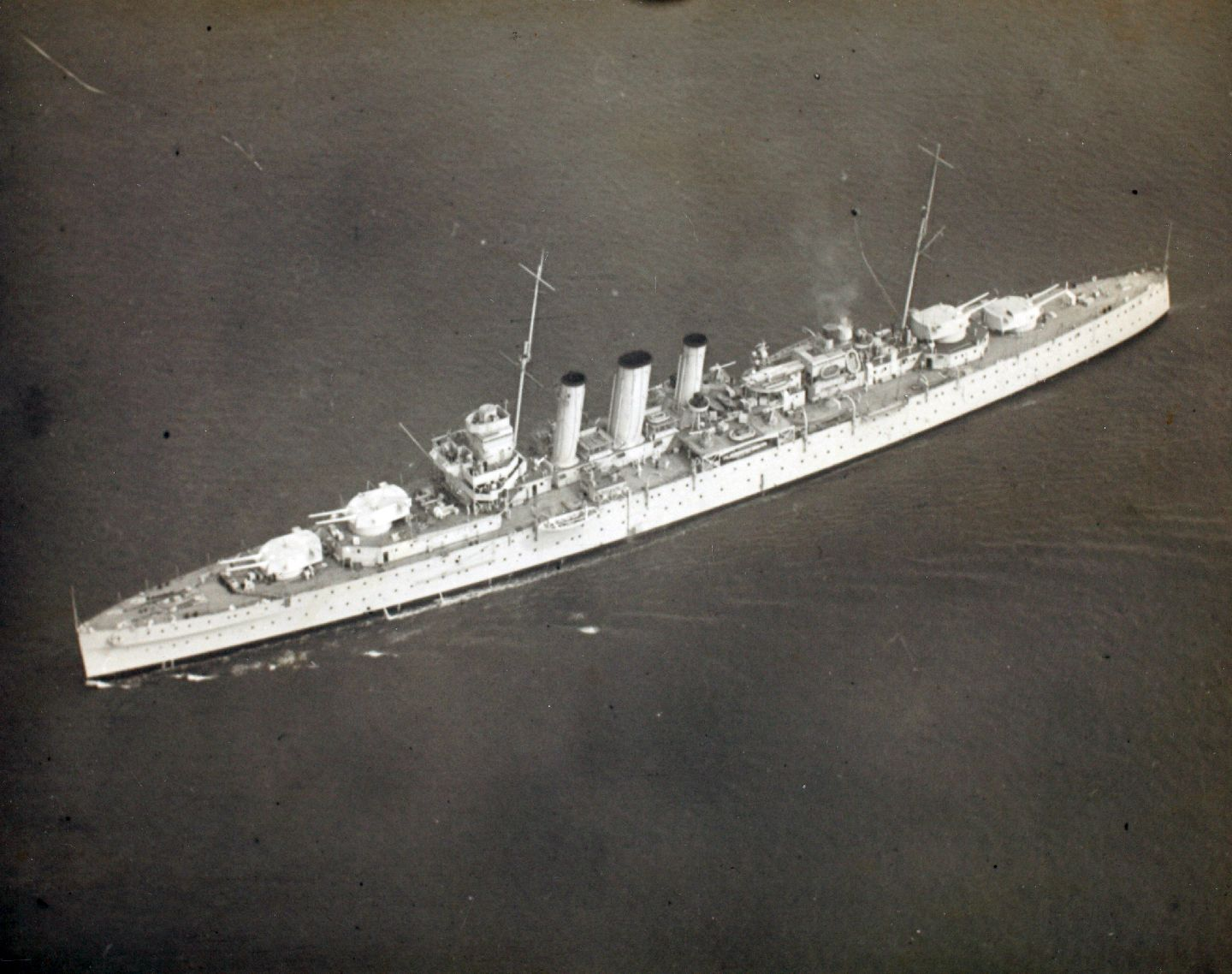
Kreuzer der County-Klasse
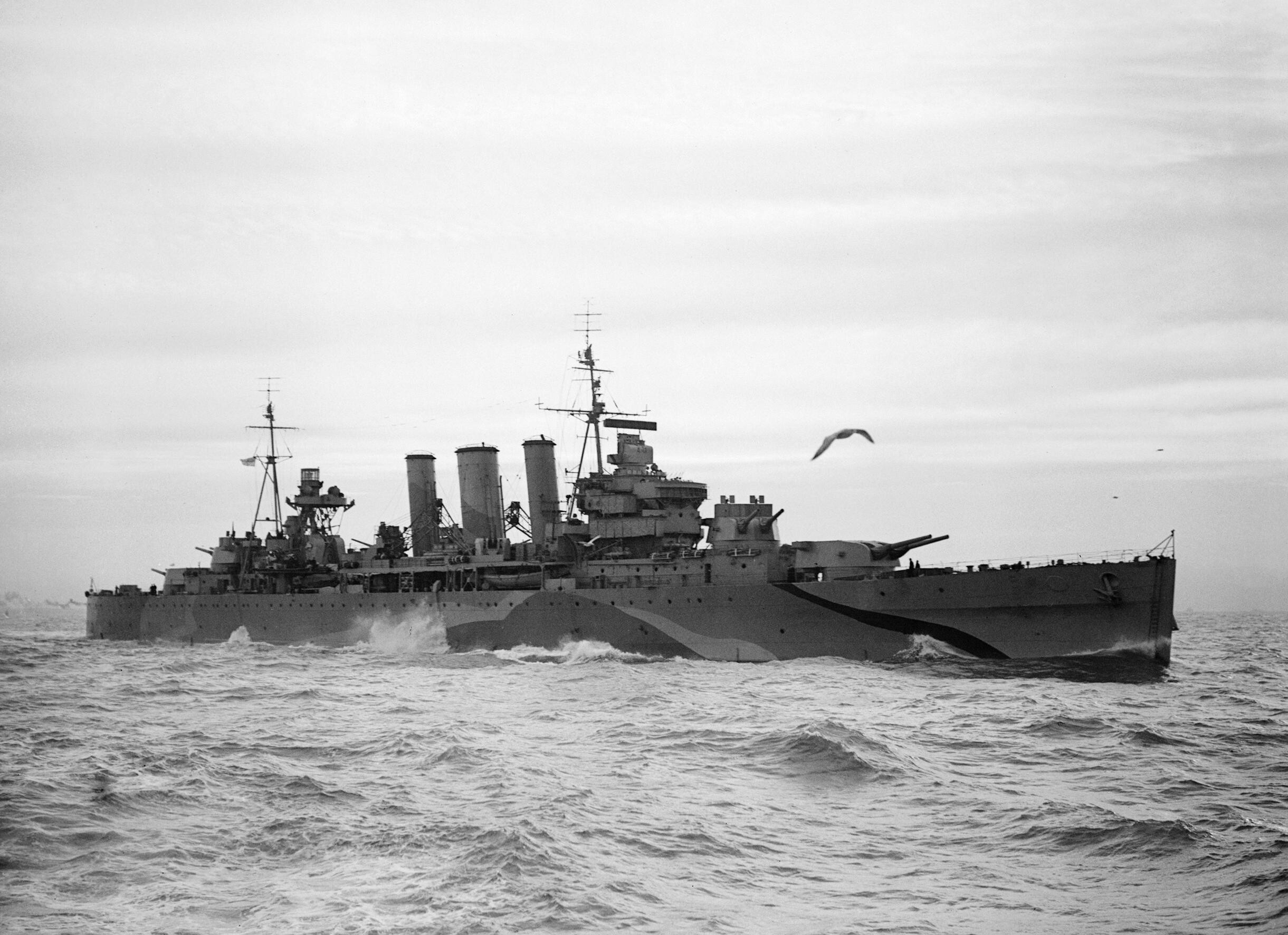
HMS Kent
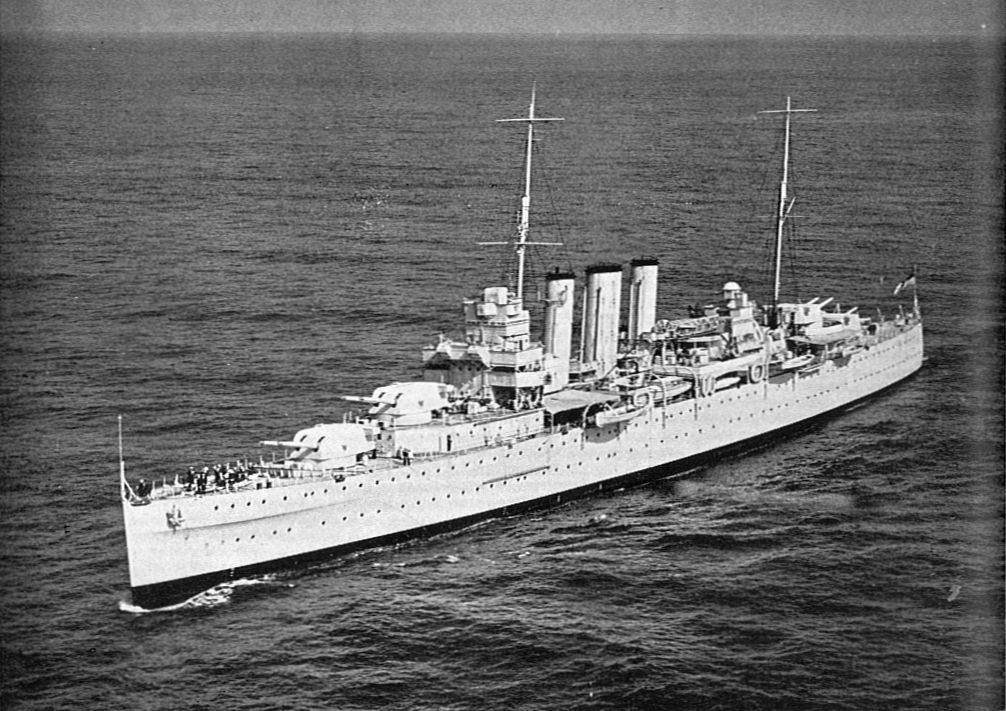
HMS Devonshire
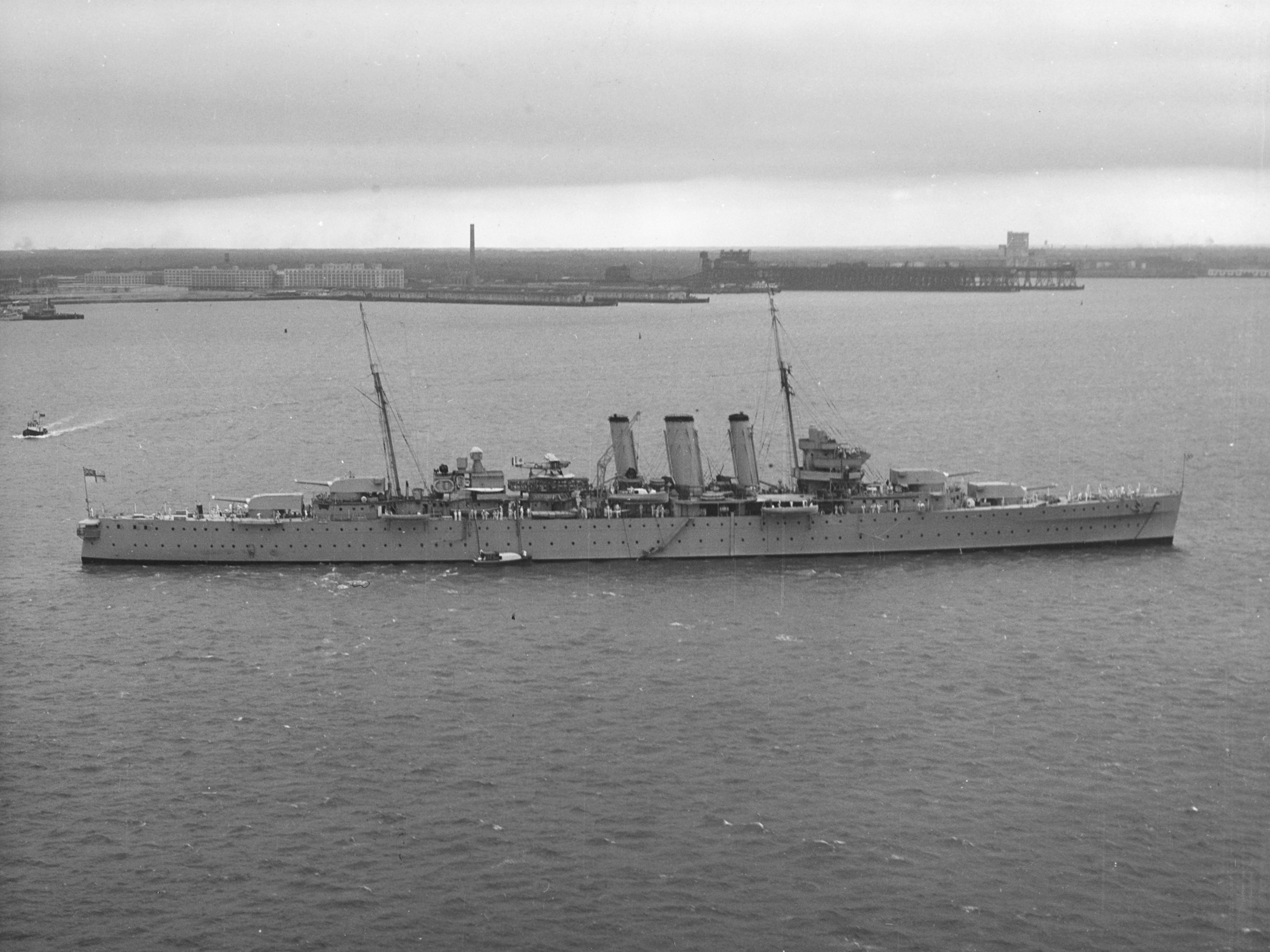
HMS Norfolk
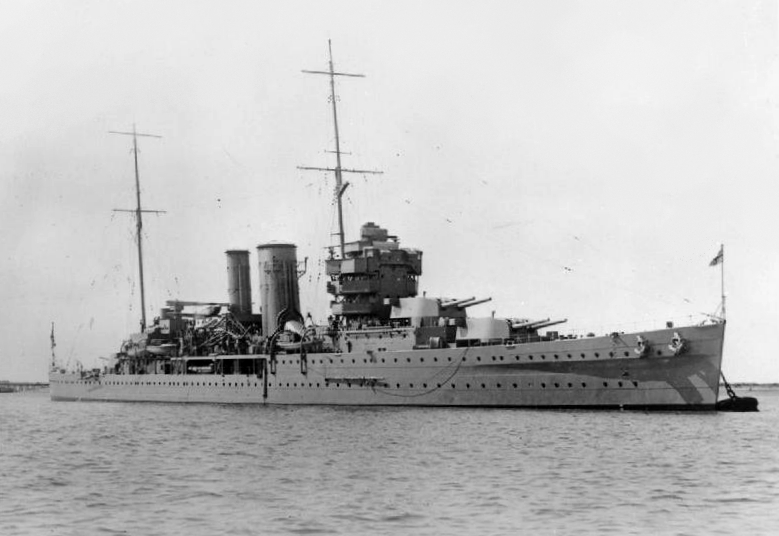
HMS York
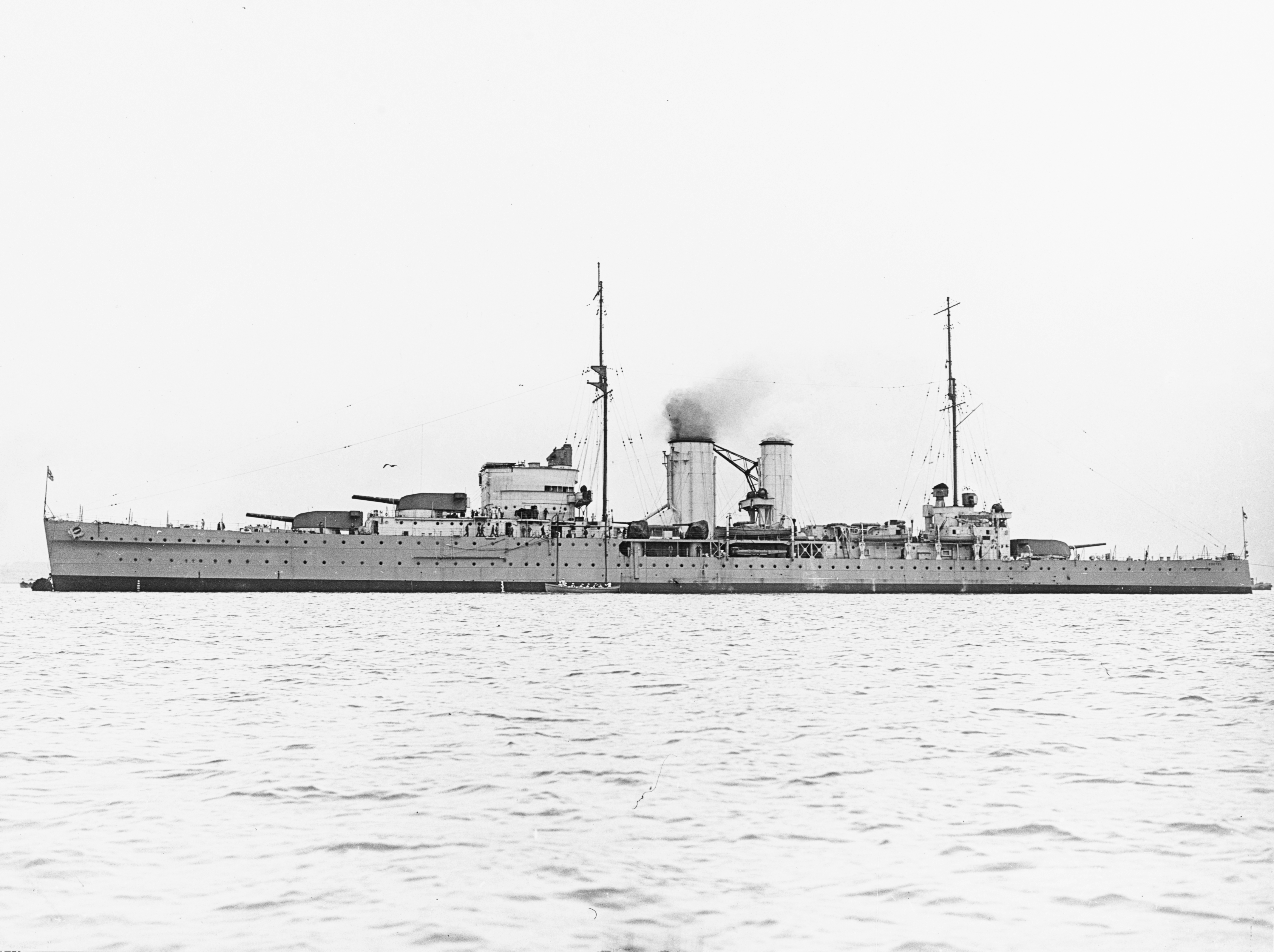
HMS Exeter

### Italien
- Trento-Klasse
  - Trento (1927)
  - Trieste (1926)
- Zara-Klasse
  - Zara (1930)
  - Fiume (1930)
  - Gorizia (1931)
  - Pola (1932)
- Bolzano (1932)

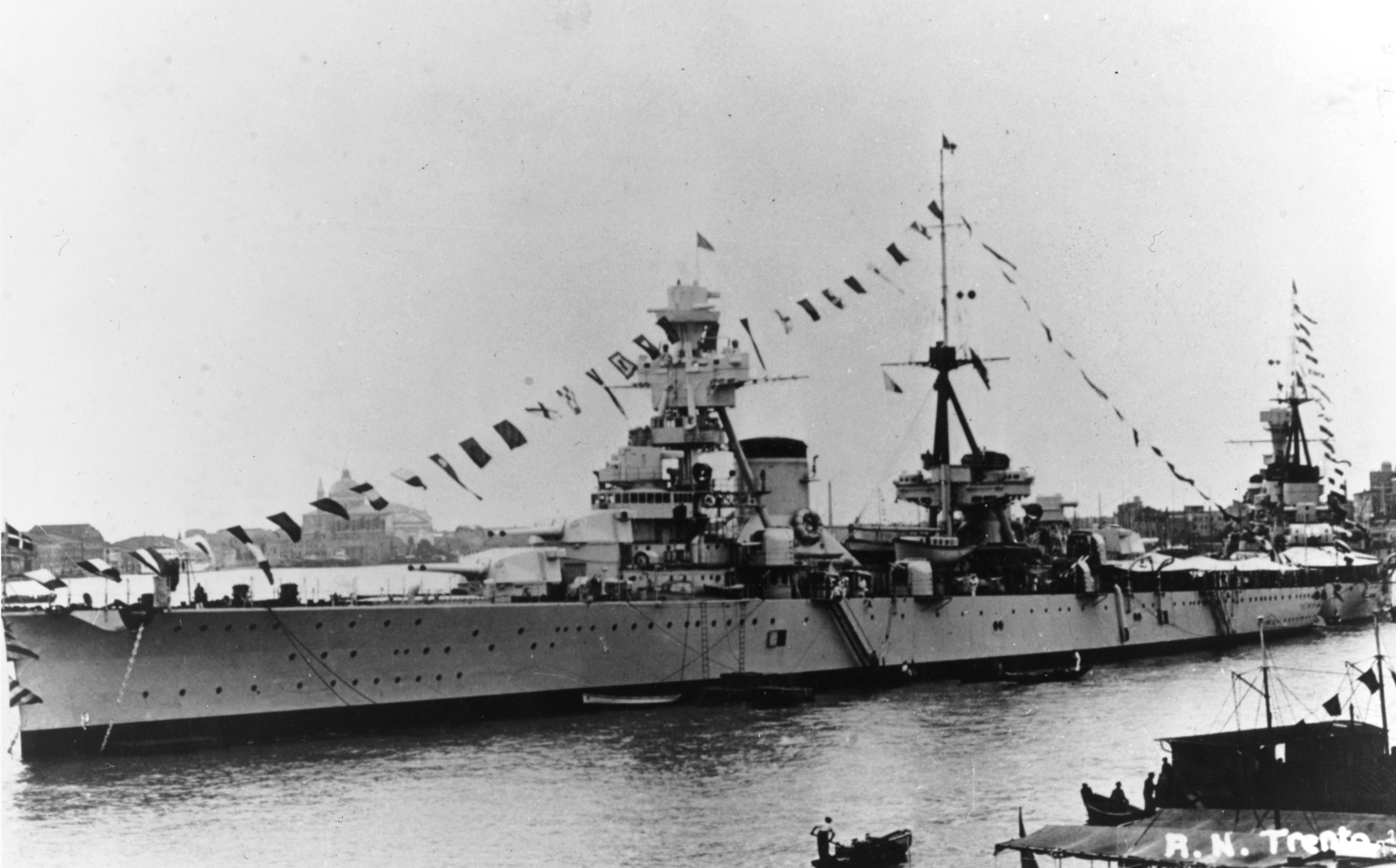
Trento
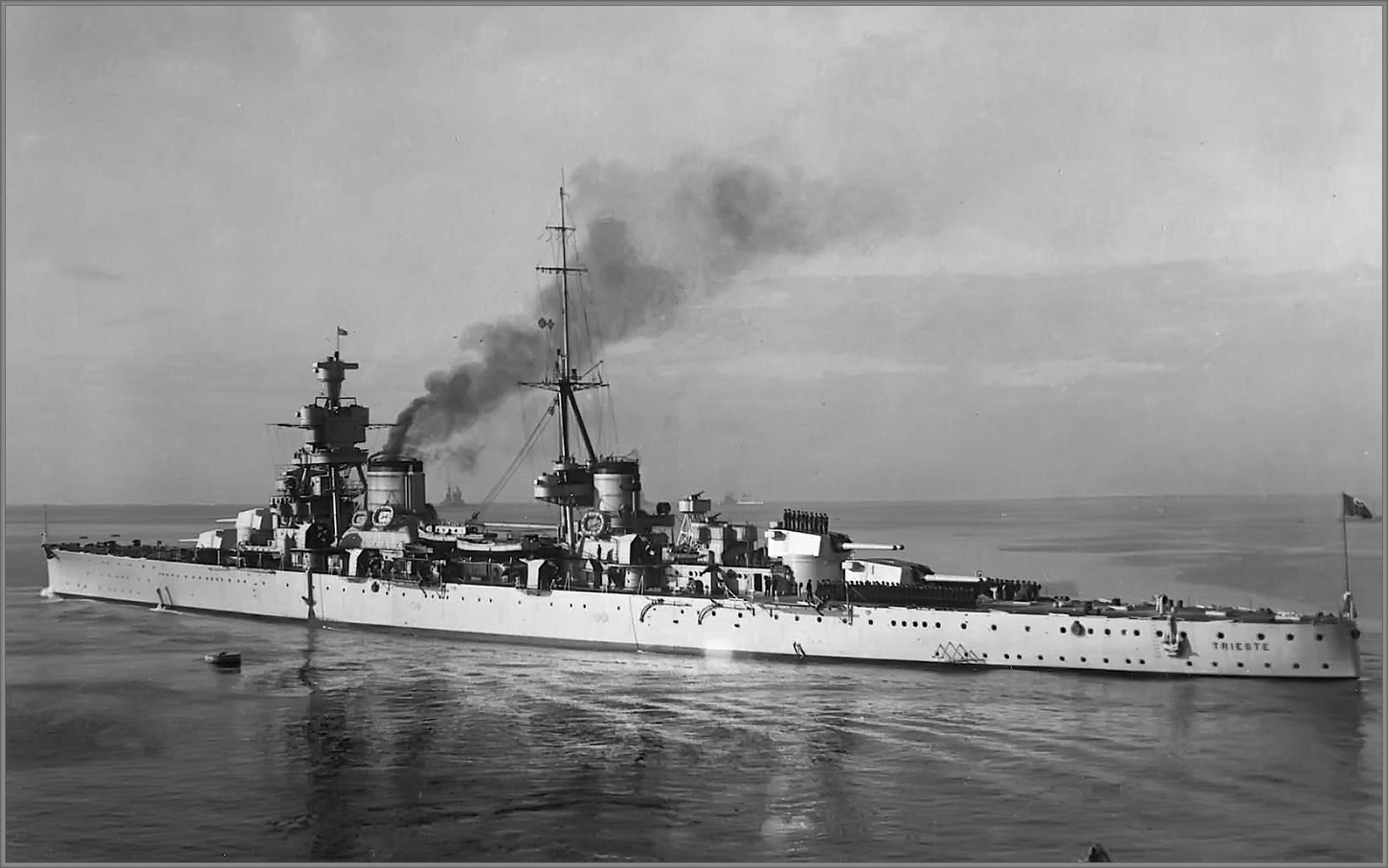
Trieste
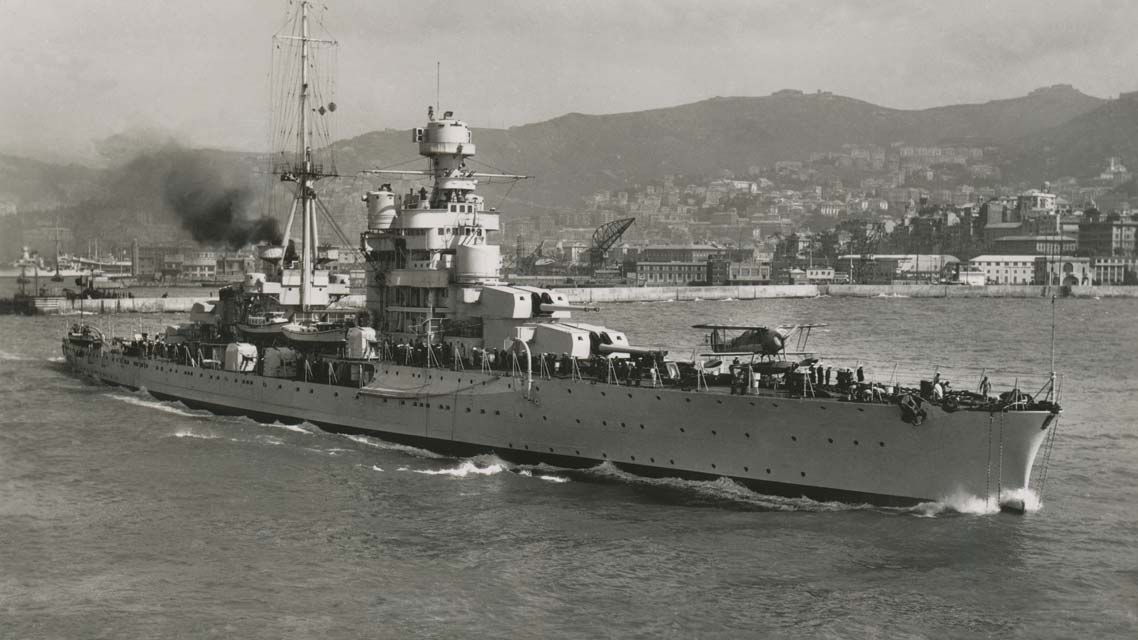
Zara
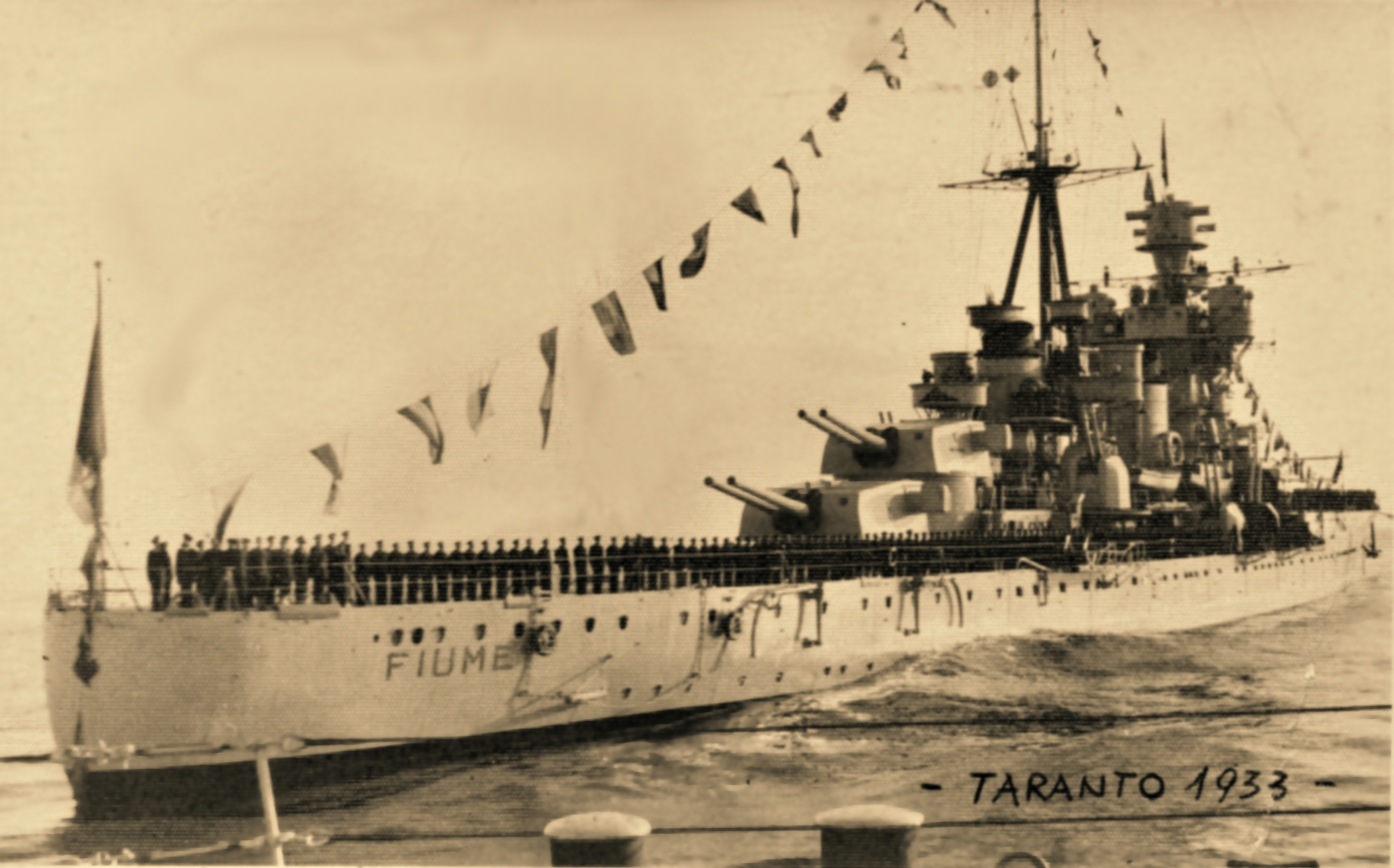
Fiume
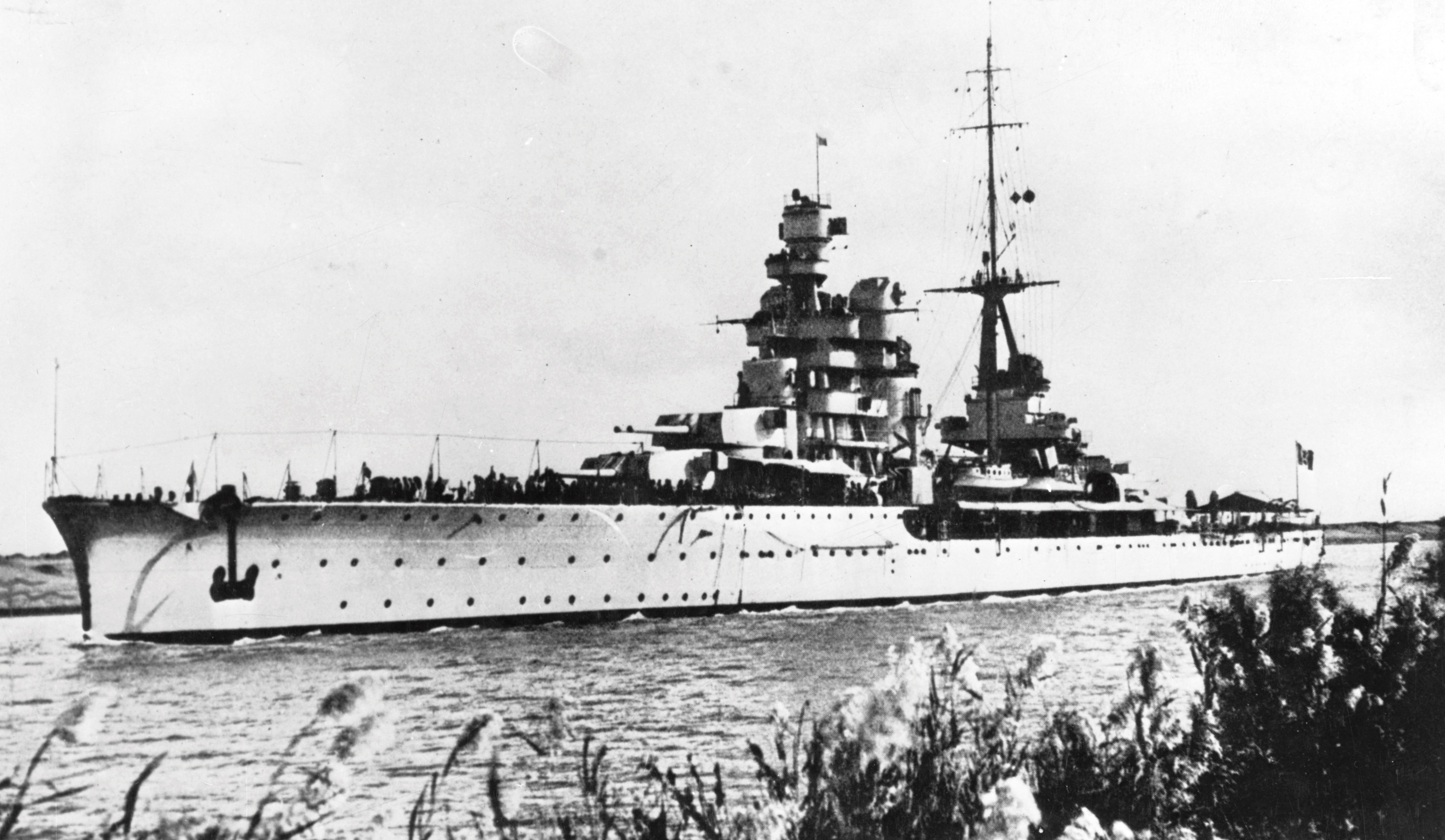
Gorizia
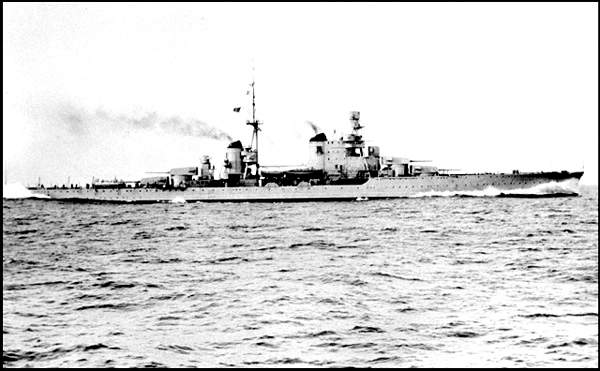
Pola
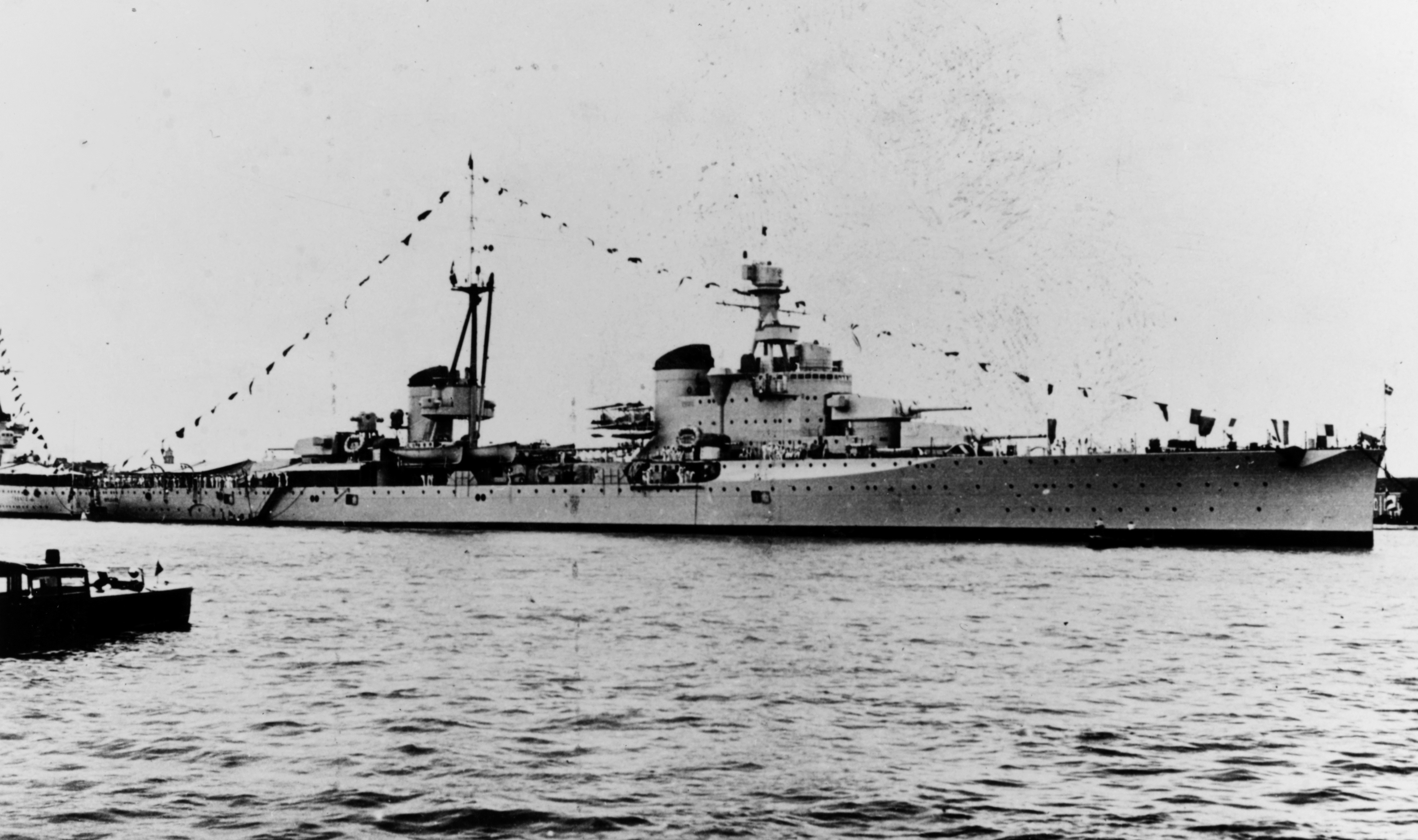
Bolzano

### Japan
- Furutaka-Klasse
  - Furutaka (1925)
  - Kako (1925)
- Aoba-Klasse
  - Aoba (1926)
  - Kinugasa (1926)
- Myōkō-Klasse
  - Myōkō (1927)
  - Nachi (1927)
  - Haguro (1928)
  - Ashigara (1928)
- Takao-Klasse
  - Takao (1930)
  - Atago (1930)
  - Maya (1930)
  - Chōkai (1931)
- Mogami-Klasse – mit der Bewaffnung leichter Kreuzer (15,5-cm-Geschütze) gebaut, 1939 zu schweren Kreuzern umarmiert (20,3-cm-Geschütze)
  - Mogami (1934)
  - Mikuma (1934)
  - Suzuya (1934)
  - Kumano (1936)
- Tone-Klasse
  - Tone (1937)
  - Chikuma (1938)
- Ibuki-Klasse
  - Ibuki (1942) – als Schwerer Kreuzer begonnen, ab November 1943 zum Flugzeugträger umgebaut, nicht fertiggestellt
  - Nr. 301 (1942) – Bau 1942 abgebrochen

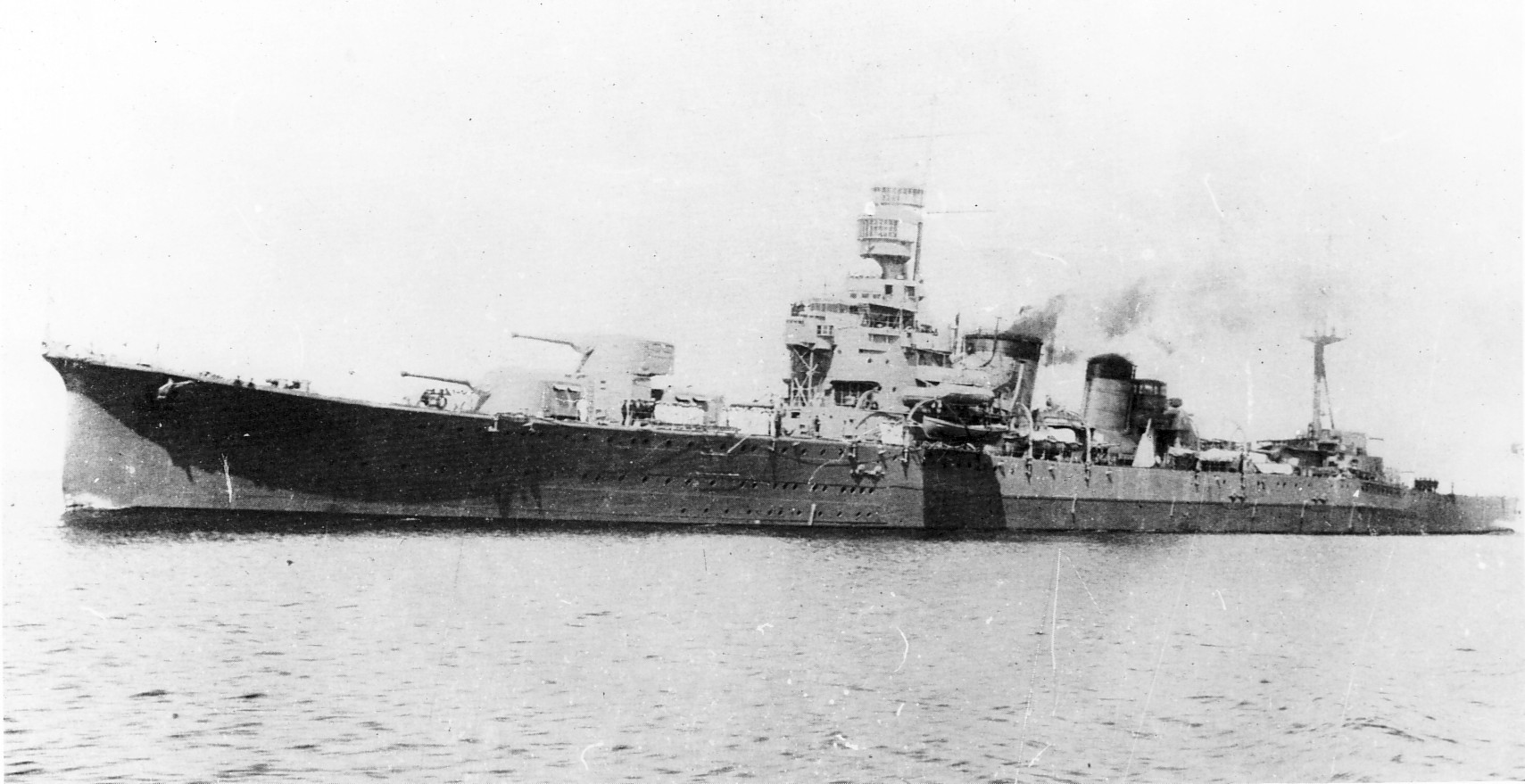
Furutaka
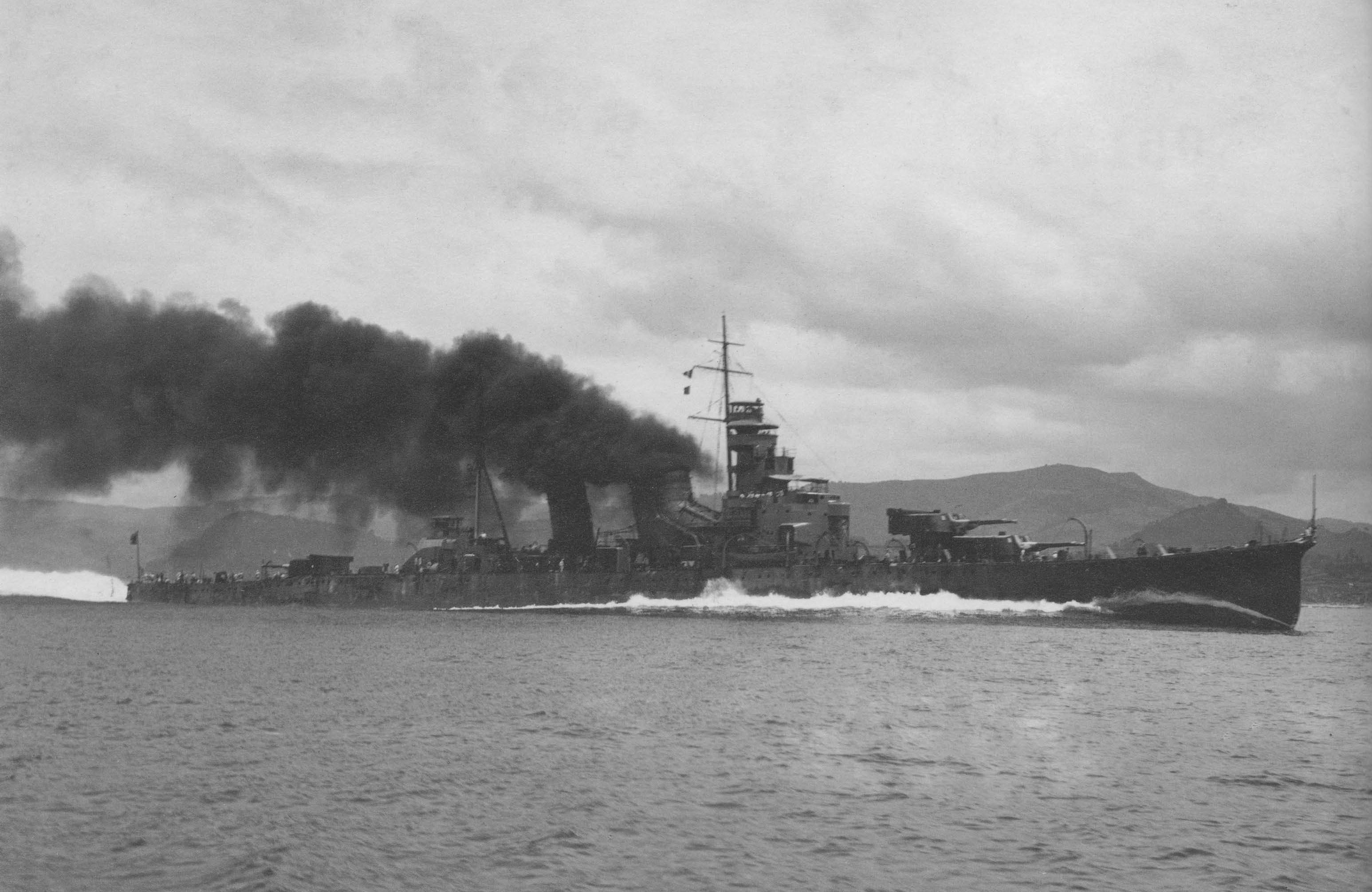
Aoba
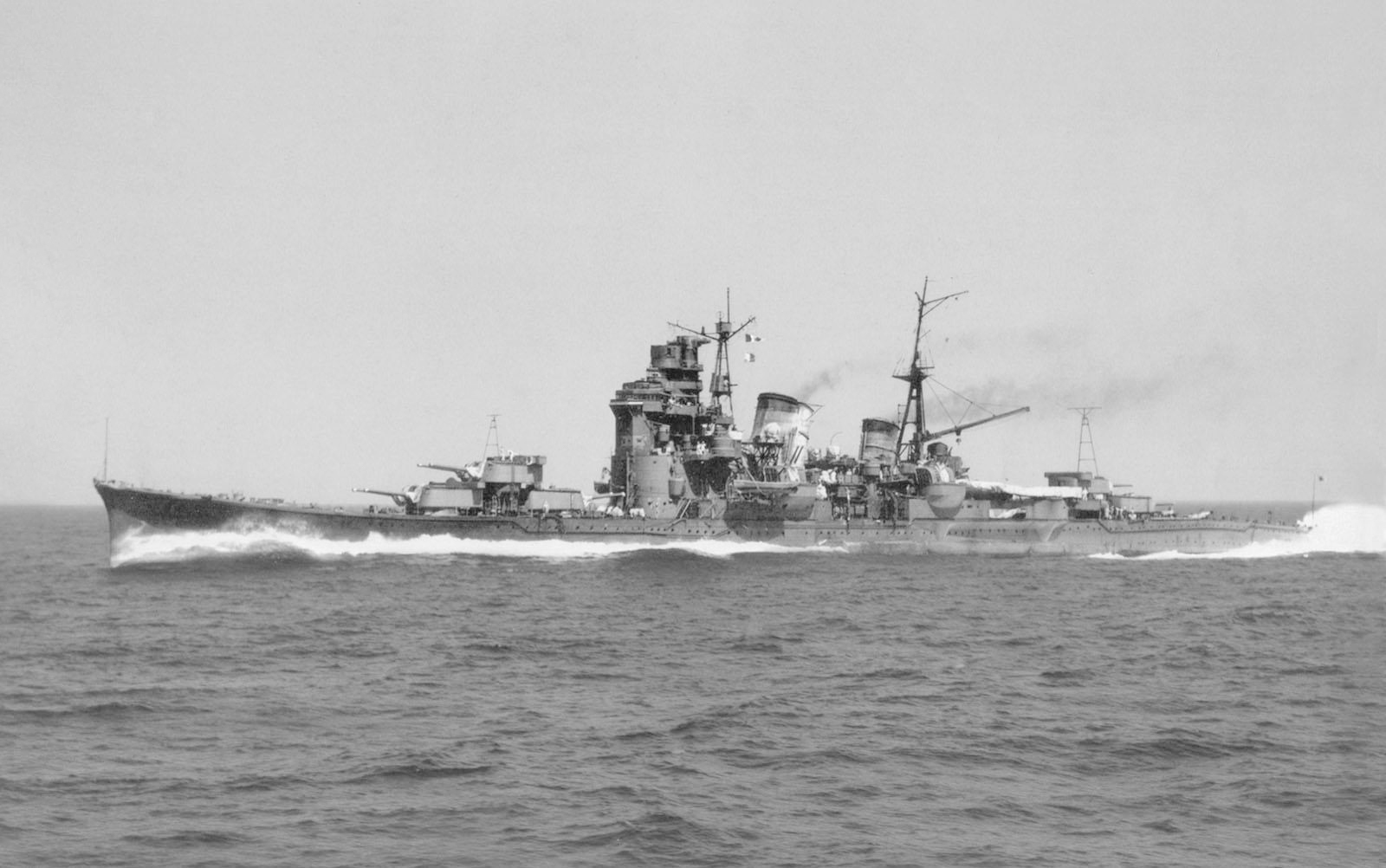
Myōkō
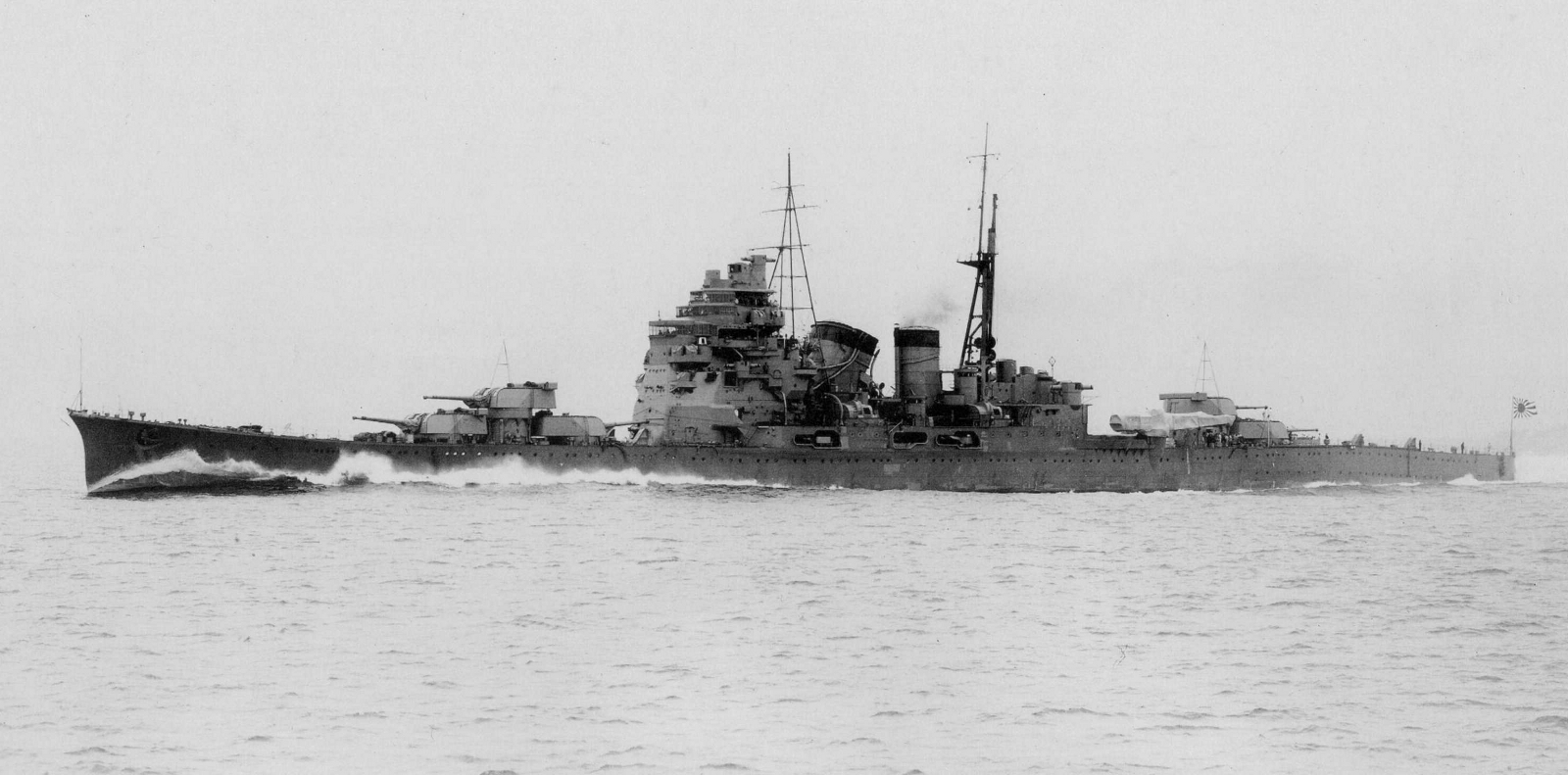
Atago
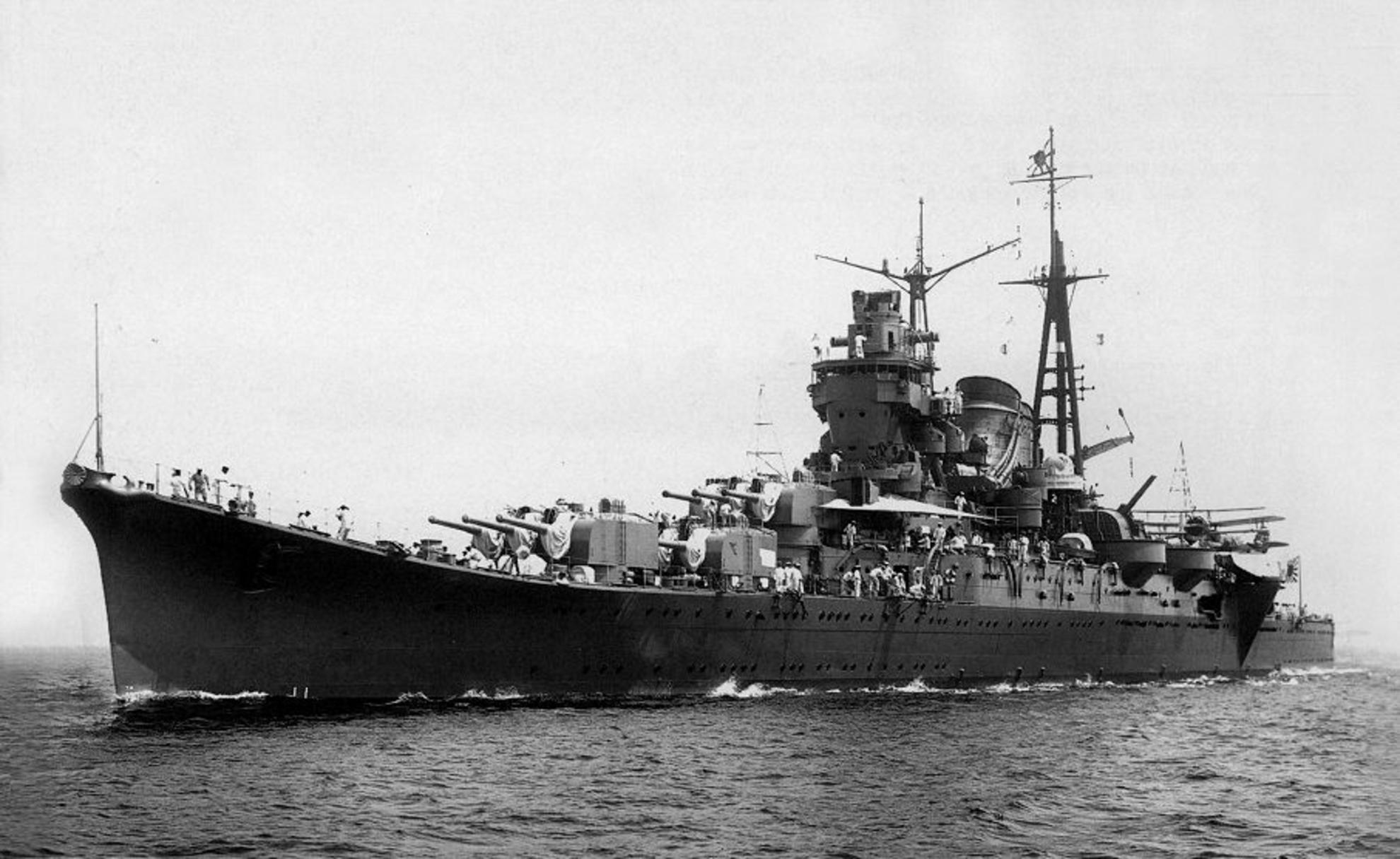
Mogami, noch als leichter Kreuzer bewaffnet
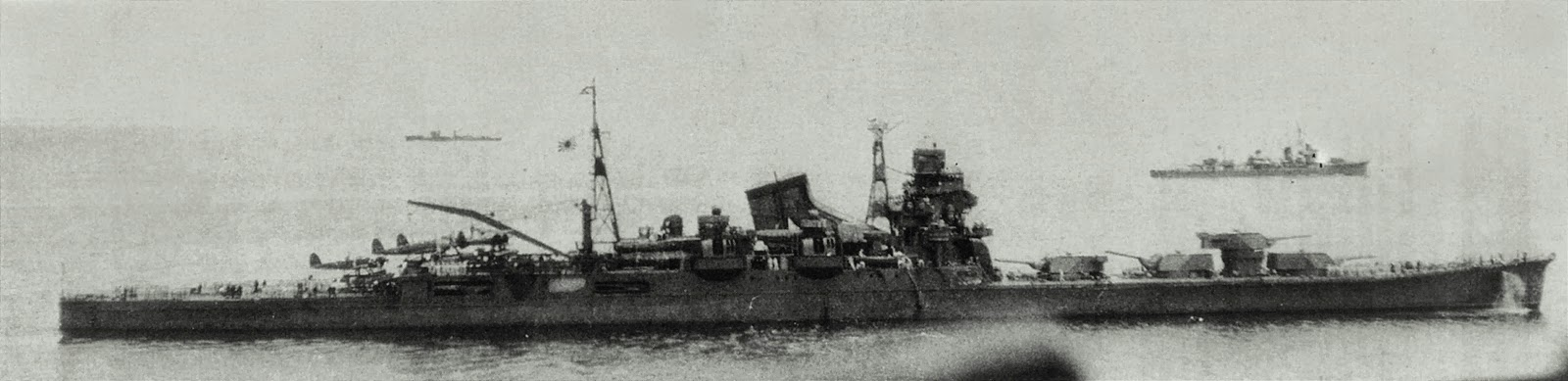
Tone
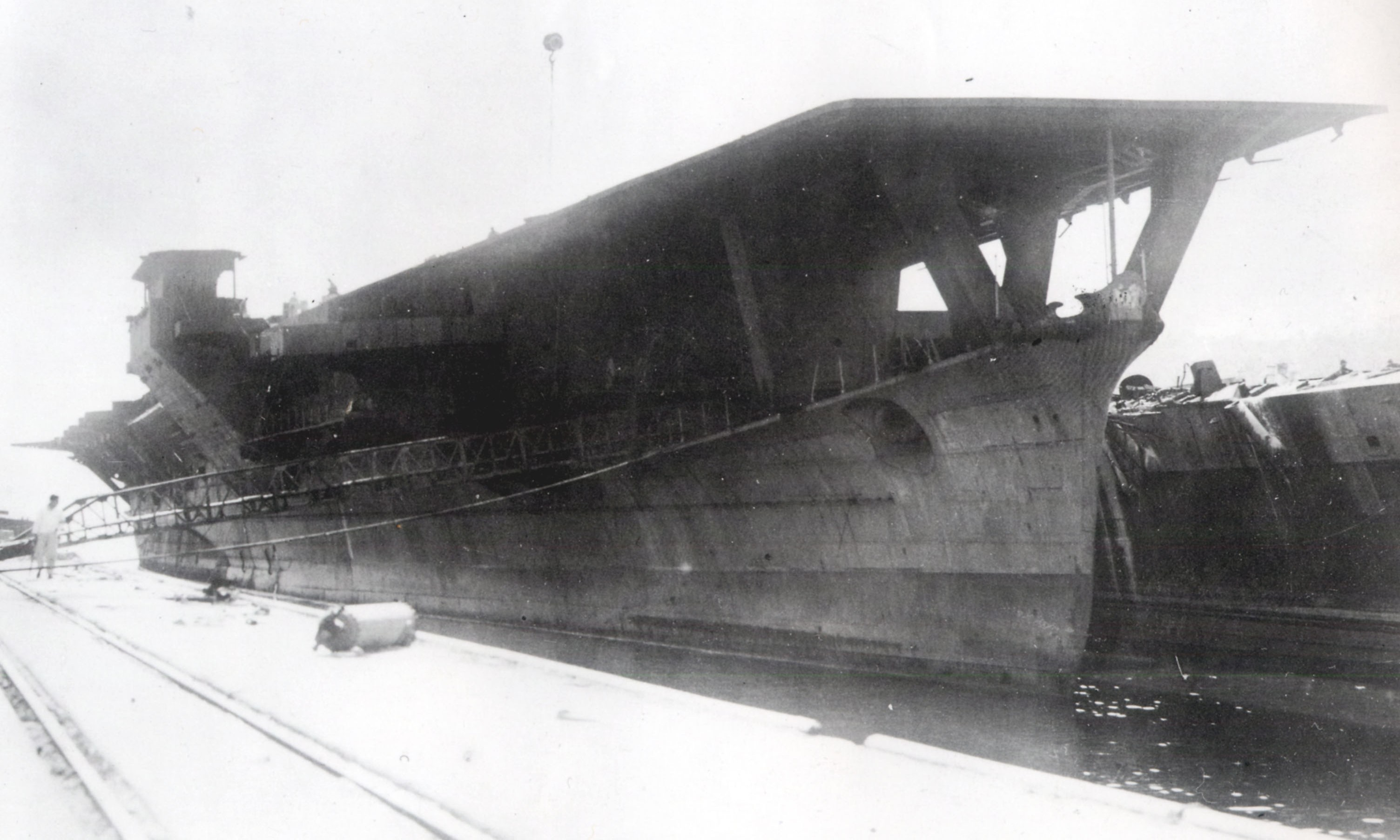
Ibuki

### Sowjetunion
- Krasni Kawkas (1916) – als leichter Kreuzer Admiral Lasarew begonnen, 1926 umbenannt und 1932 als schwerer Kreuzer fertiggestellt
- Kirow-Klasse
  - Erste Gruppe (Projekt 26)
    - Kirow (1936)
    - Woroschilow (1937)

  - Zweite Gruppe (Projekt 26-bis)
    - Maxim Gorki (1938)
    - Molotow (1939)

  - Dritte Gruppe (Projekt 26-bis2)
    - Kaganowitsch (1944) – 1945 in Lasar Kaganowitsch, 1957 in Petropawlowsk umbenannt
    - Kalinin (1942)
- Petropawlowsk – ex deutsche Lützow, 1939 angekauft; 1944 in Tallinn, 1949 in Dnepr umbenannt, nicht fertiggestellt

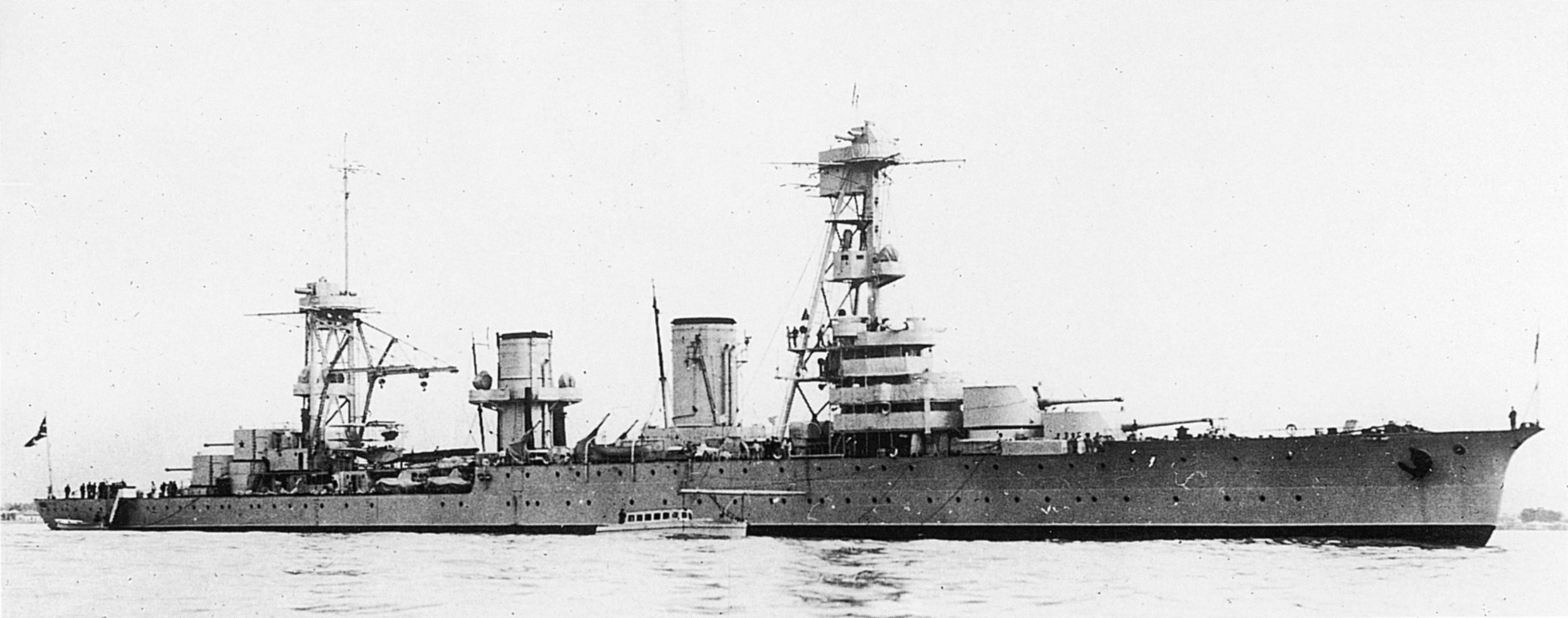
Krasni Kawkas
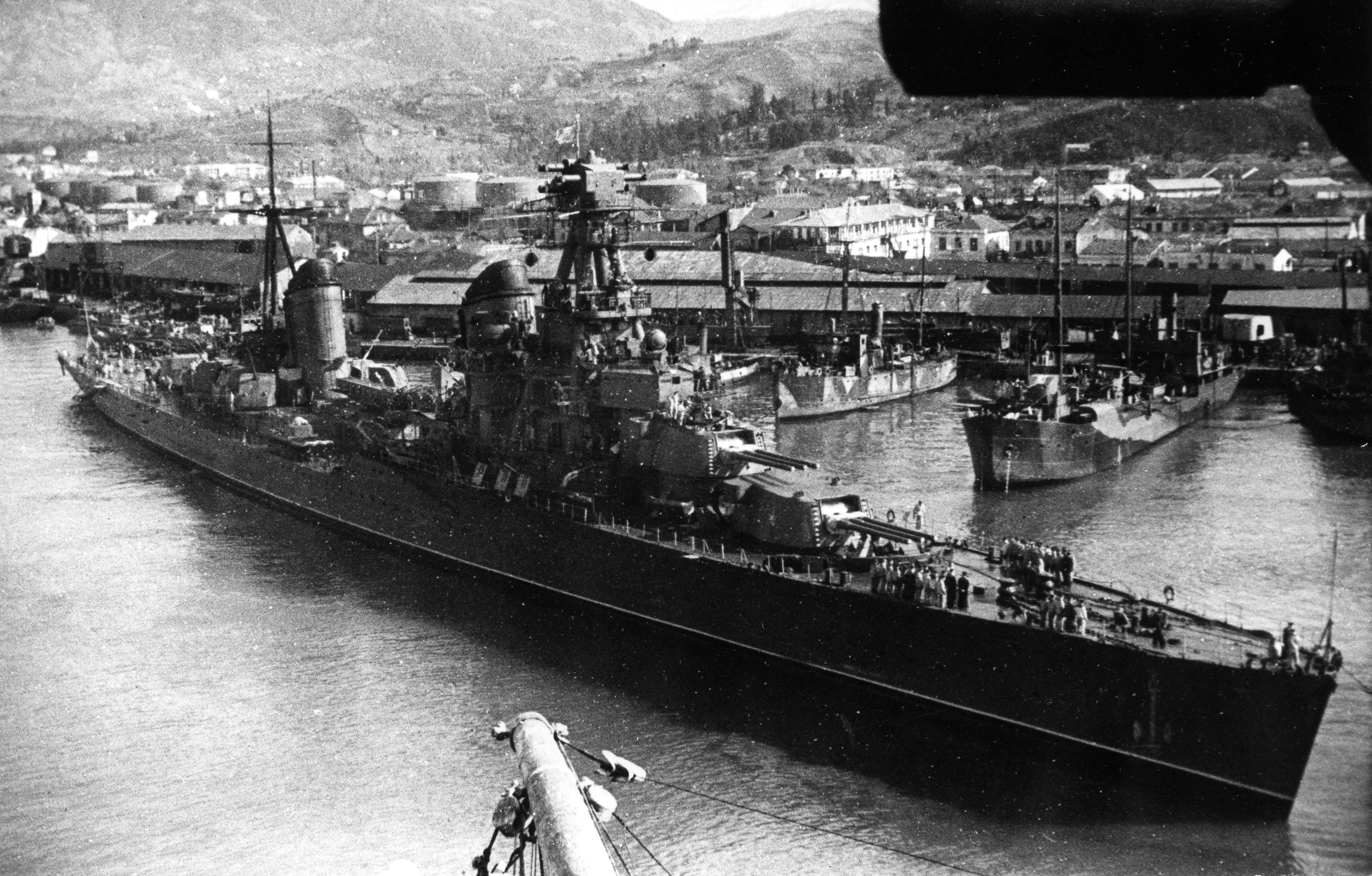
Woroschilow
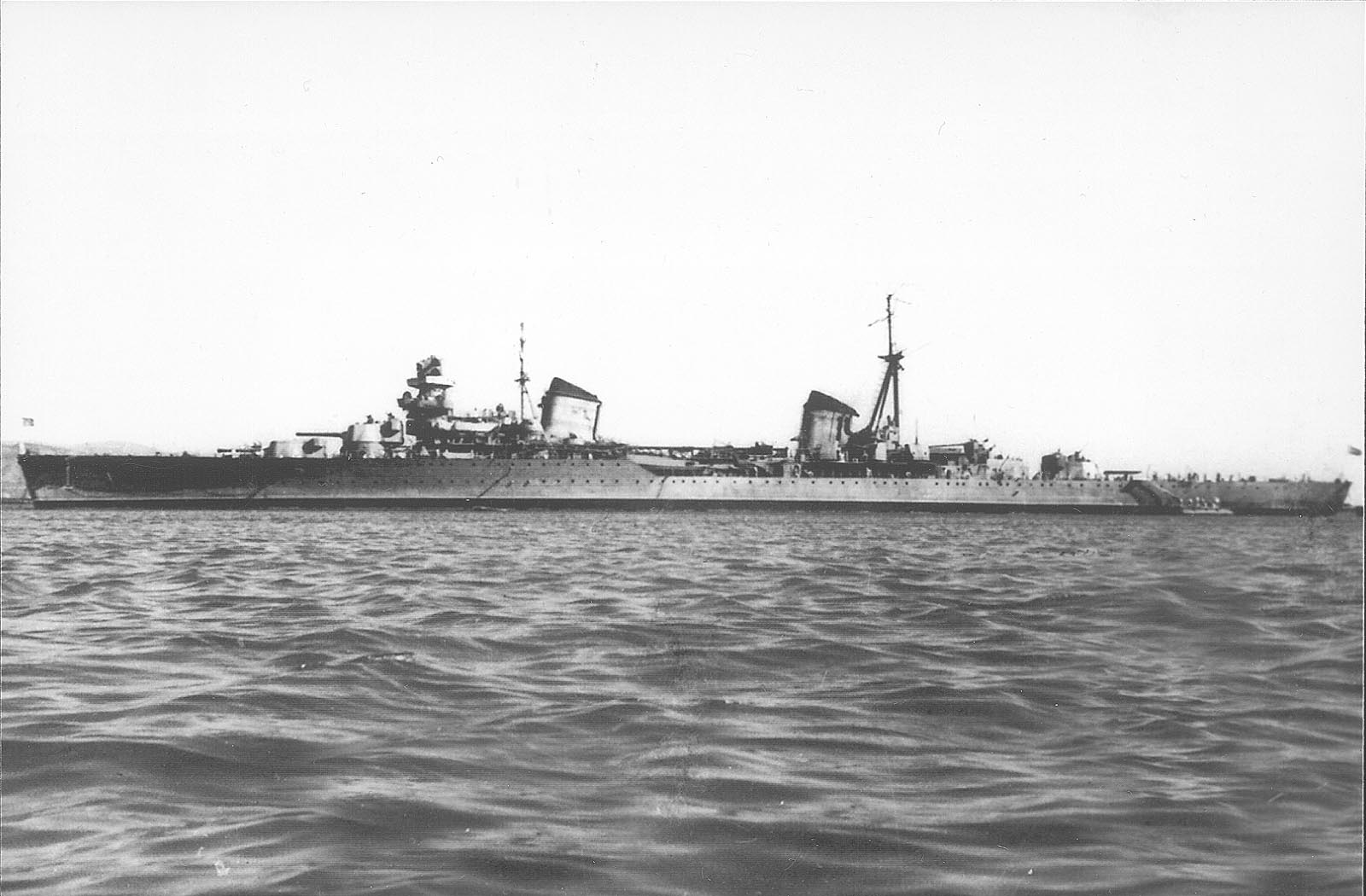
Molotow
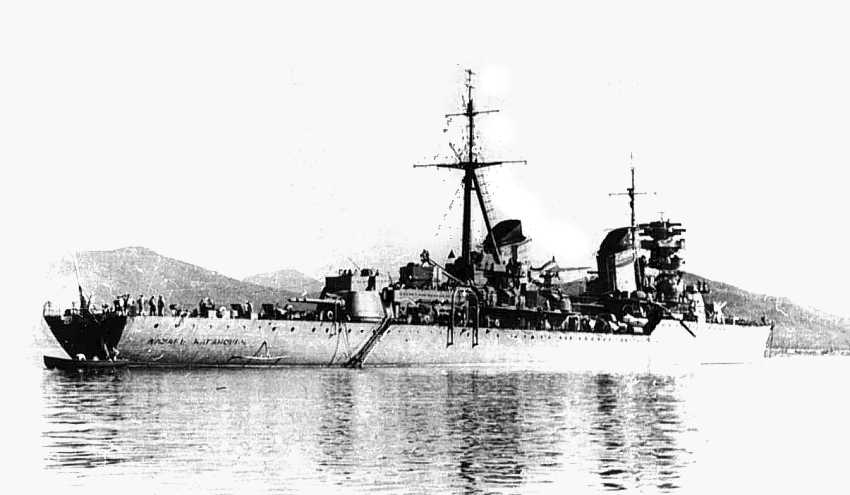
Kaganowitsch
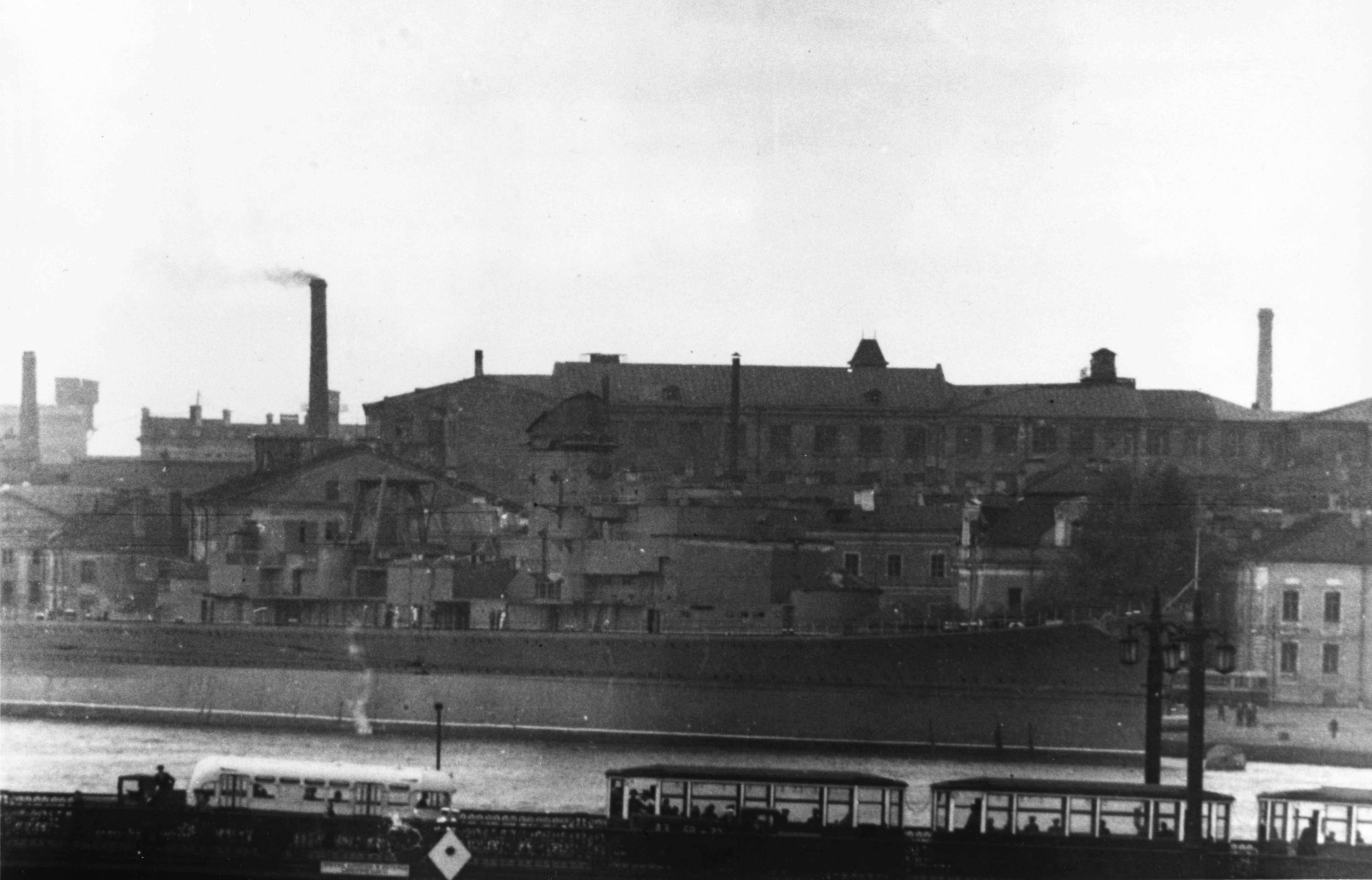
Tallinn

### Spanien
- Canarias-Klasse
  - Canarias (1931)
  - Baleares (1932)

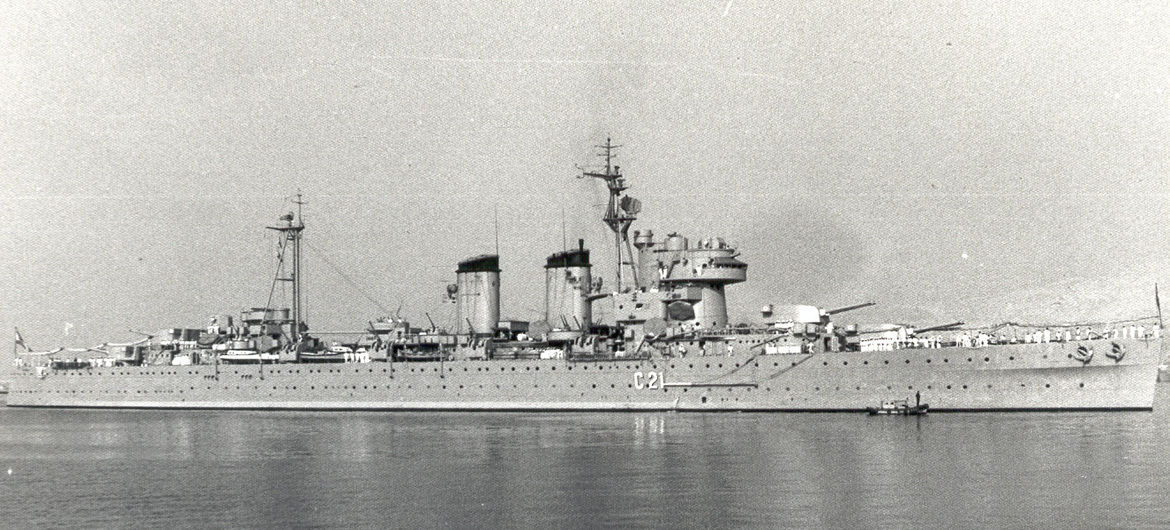
Canarias

### Vereinigte Staaten
- Pensacola-Klasse
  - USS Pensacola (CA-24) (1929)
  - USS Salt Lake City (CA-25) (1929)
- Northampton-Klasse
  - USS Northampton (CA-26) (1929)
  - USS Chester (CA-27) (1929)
  - USS Louisville (CA-28) (1930)
  - USS Chicago (CA-29) (1930)
  - USS Houston (CA-30) (1929)
  - USS Augusta (CA-31) (1930)
- Portland-Klasse
  - USS Portland (CA-33) (1932)
  - USS Indianapolis (CA-35) (1931)
- New-Orleans-Klasse
  - USS New Orleans (CA-32) (1933)
  - USS Astoria (CA-34) (1933)
  - USS Minneapolis (CA-36) (1933)
  - USS Tuscaloosa (CA-37) (1933)
  - USS San Francisco (CA-38) (1933)
  - USS Quincy (CA-39) (1935)
  - USS Vincennes (CA-44) (1936)
- USS Wichita (CA-45) (1937)
- Baltimore-Klasse
  - USS Baltimore (CA-68) (1942)
  - USS Boston (CA-69) (1942) – 1952/55 zum Lenkwaffenkreuzer umgebaut
  - USS Canberra (CA-70) (1943) – 1952/56 zum Lenkwaffenkreuzer umgebaut
  - USS Quincy (CA-71) (1943)
  - USS Pittsburgh (CA-72) (1944)
  - USS Saint Paul (CA-73) (1944)
  - USS Columbus (CA-74) (1944) – 1959/62 zum Lenkwaffenkreuzer umgebaut
  - USS Helena (CA-75) (1945)
  - USS Bremerton (CA-130) (1944)
  - USS Fall River (CA-131) (1944)
  - USS Macon (CA-132) (1944)
  - USS Toledo (CA-133) (1945)
  - USS Los Angeles (CA-135) (1944)
  - USS Chicago (CA-136) (1944) – 1958/64 zum Lenkwaffenkreuzer umgebaut
- Oregon-City-Klasse
  - USS Oregon City (CA-122) (1945)
  - USS Albany (CA-123) (1945) – 1958/62 zum Lenkwaffenkreuzer umgebaut
  - USS Rochester (CA-124) (1945)
  - USS Northampton (CA-125/CLC-1) (1951) – als Stabsschiff fertiggestellt
  - USS Cambridge (CA-126) – Bau 1945 abgebrochen
  - USS Bridgeport (CA-127) – Bau 1945 abgebrochen
  - USS Kansas City (CA-128) – Bau 1945 abgebrochen
  - USS Tulsa (CA-129) – 1945 storniert
  - USS Norfolk (CA-137) – Bau 1945 abgebrochen
  - USS Scranton (CA-138) – Bau 1945 abgebrochen
- Des-Moines-Klasse
  - USS Des Moines (CA-134) (1946)
  - USS Salem (CA-139) (1947)
  - USS Dallas (CA-140) – Bau 1946 abgebrochen
  - CA-141 – 1946 storniert
  - CA-142 und CA-143 – 1945 storniert
  - USS Newport News (CA-148) (1948)
  - CA-149 bis CA-153 – 1945 storniert

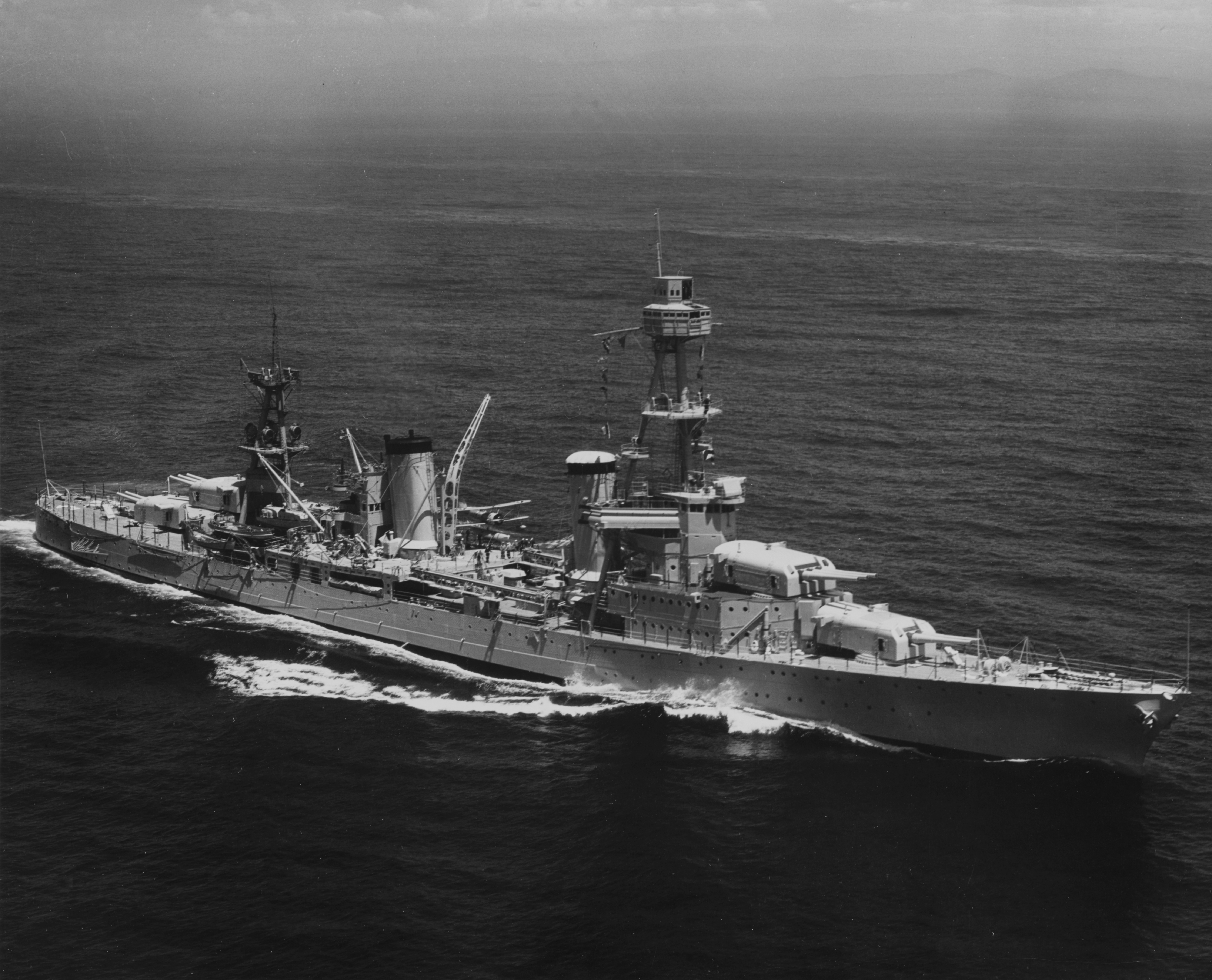
USS Pensacola (CA-24)
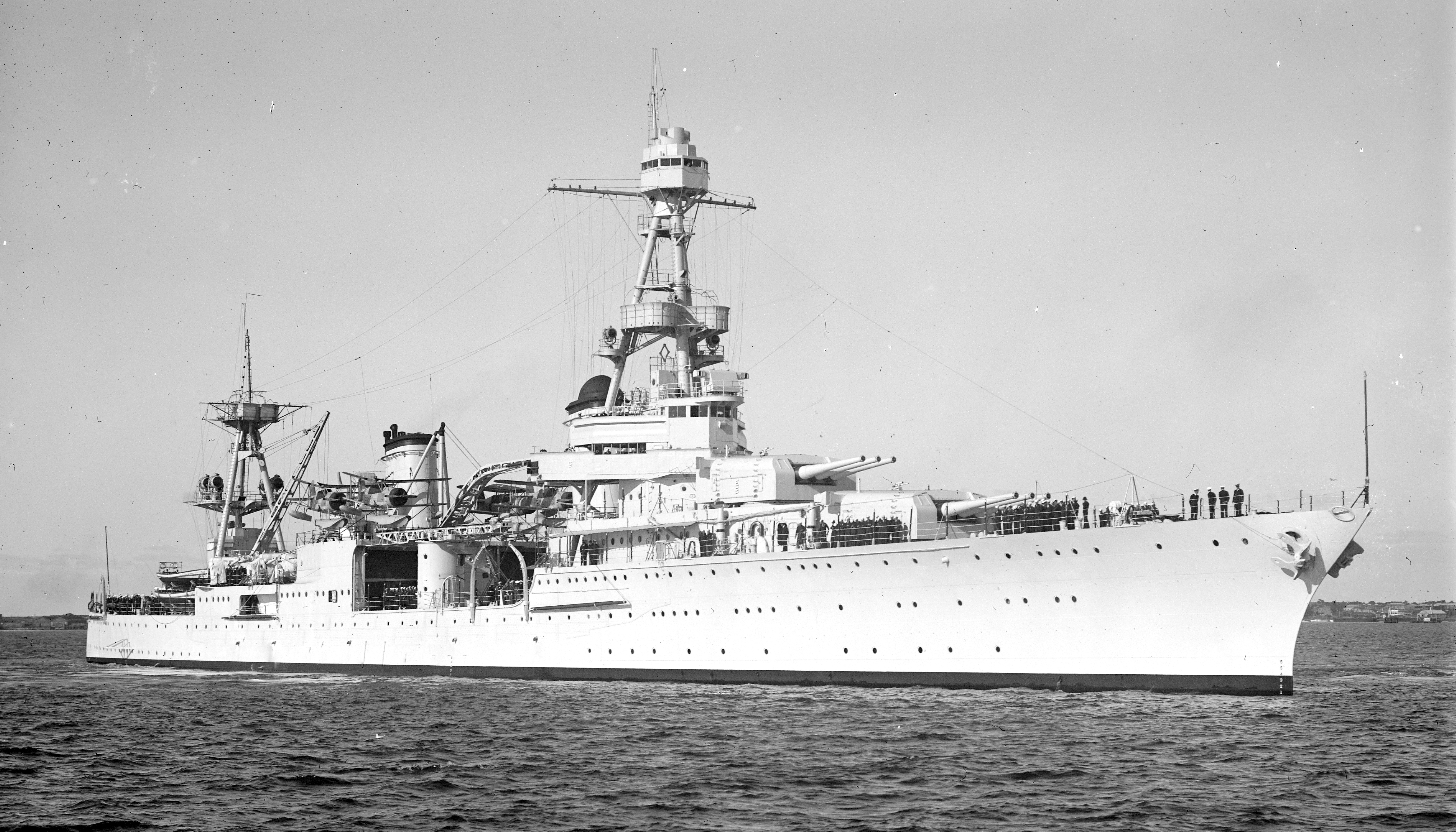
USS Louisville (CA-28)
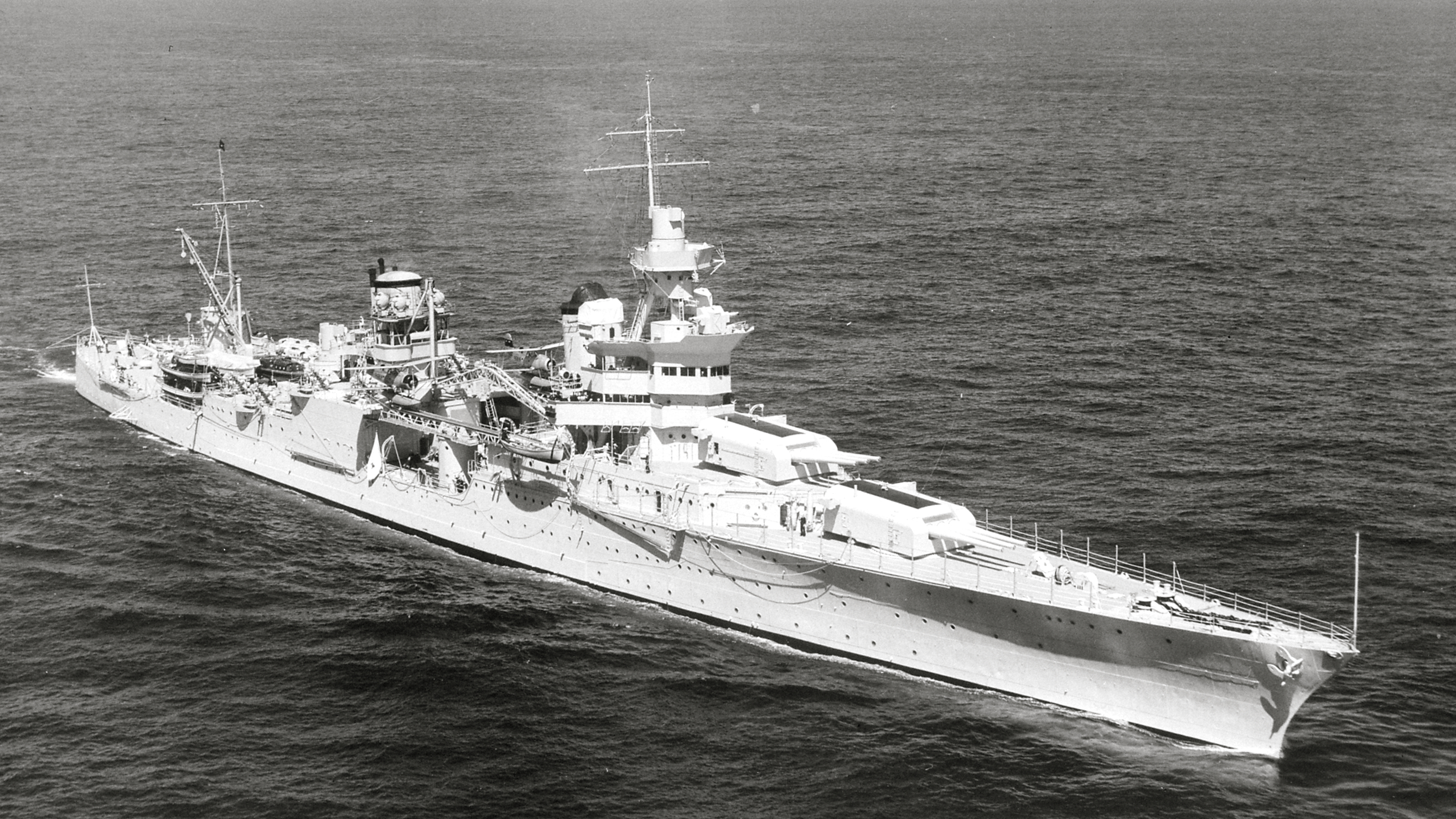
USS Indianapolis (CA-35)
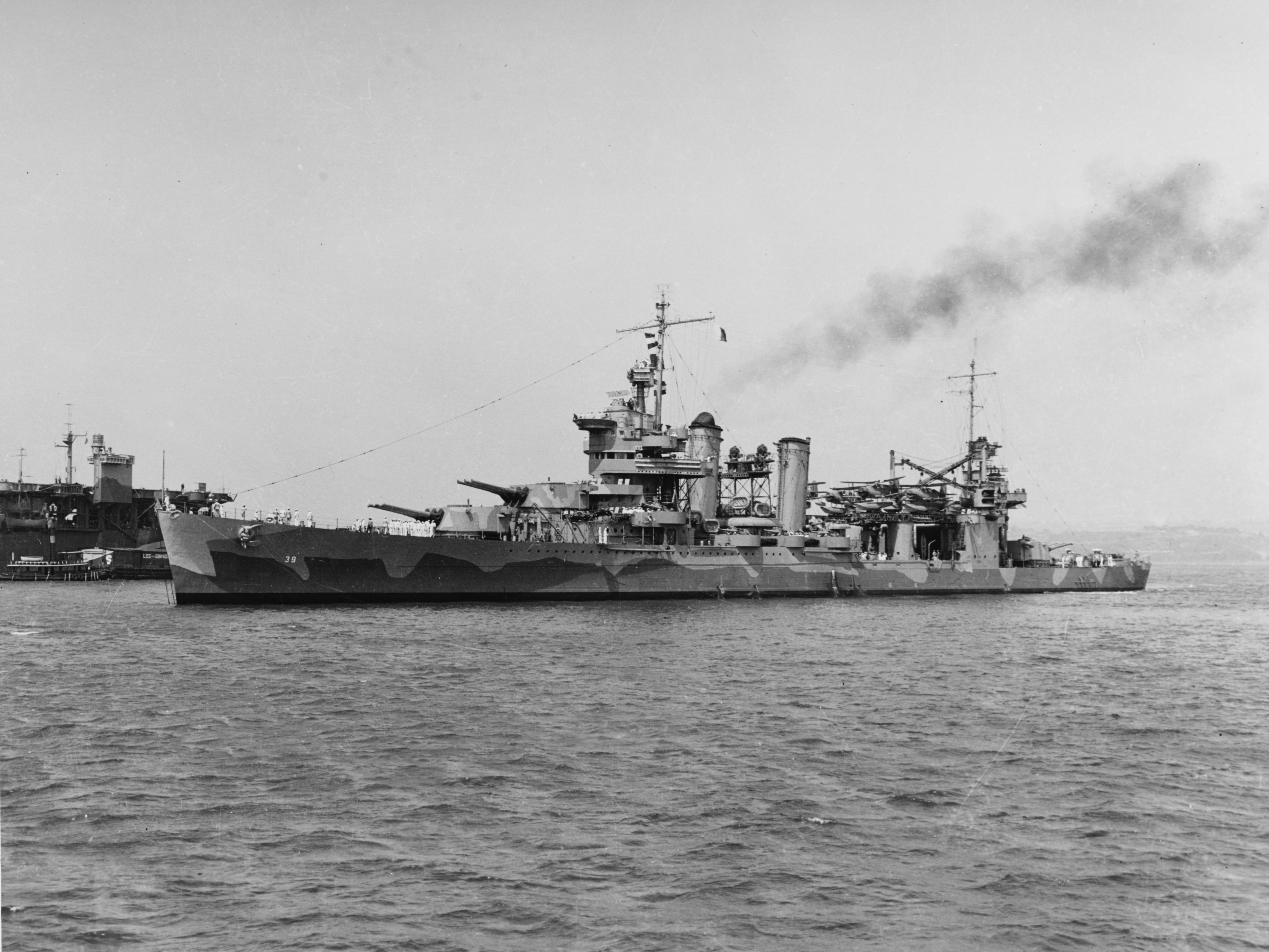
USS Quincy (CA-39)
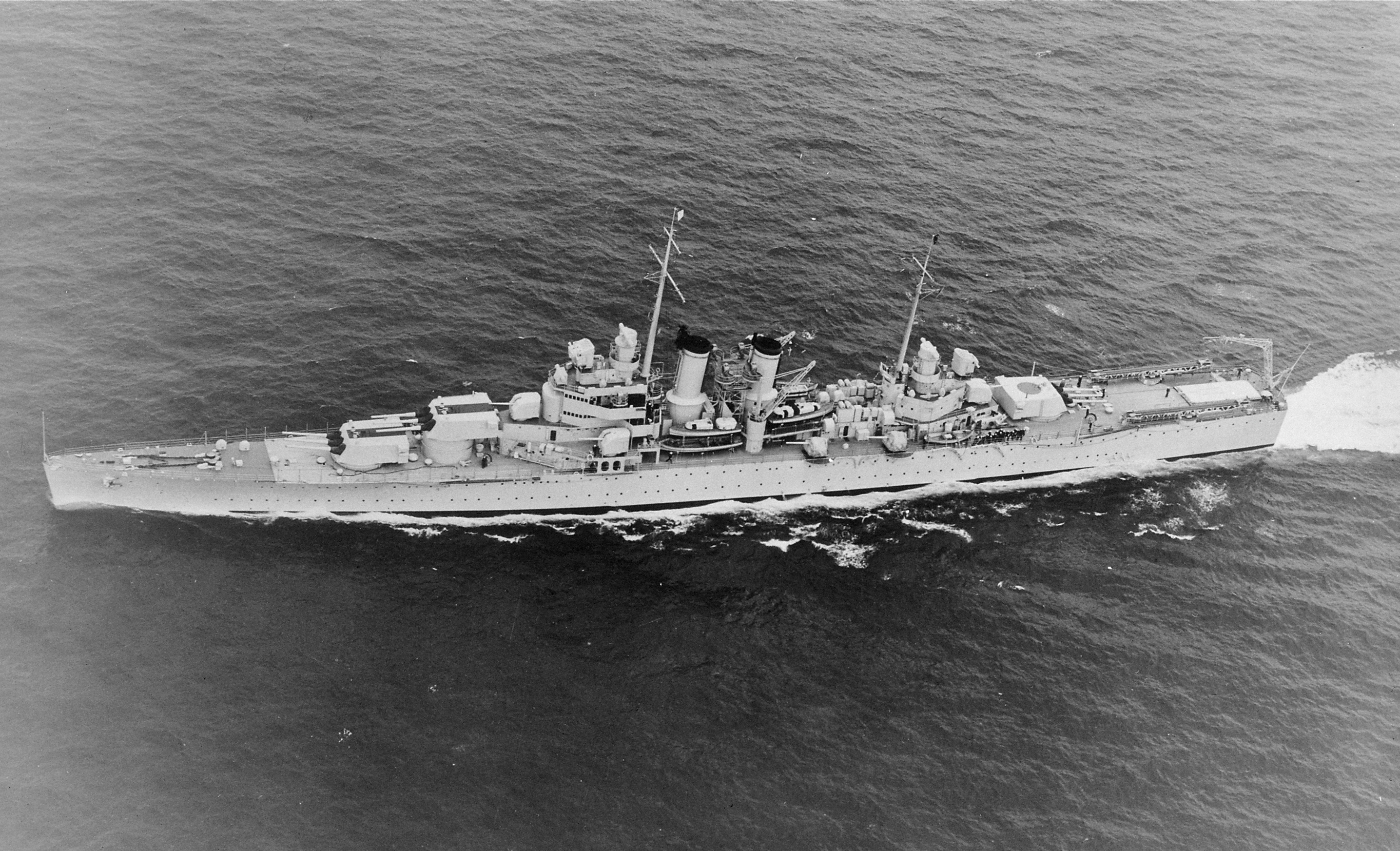
USS Wichita (CA-45)
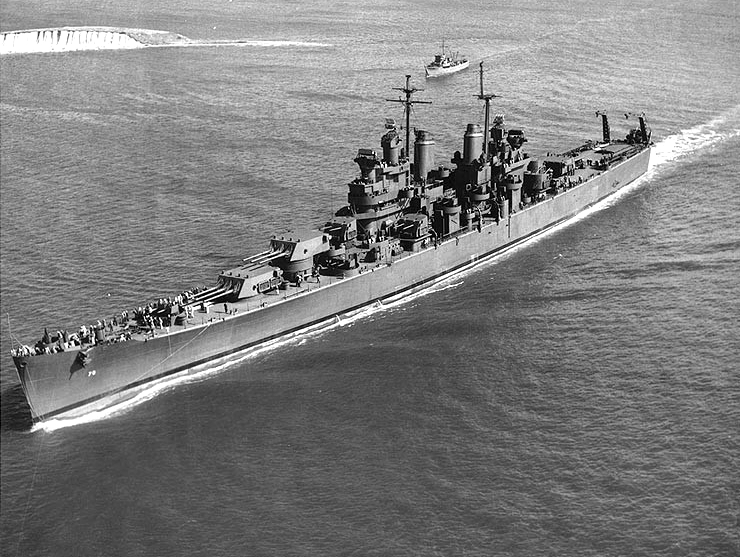
USS Canberra (CA-70)
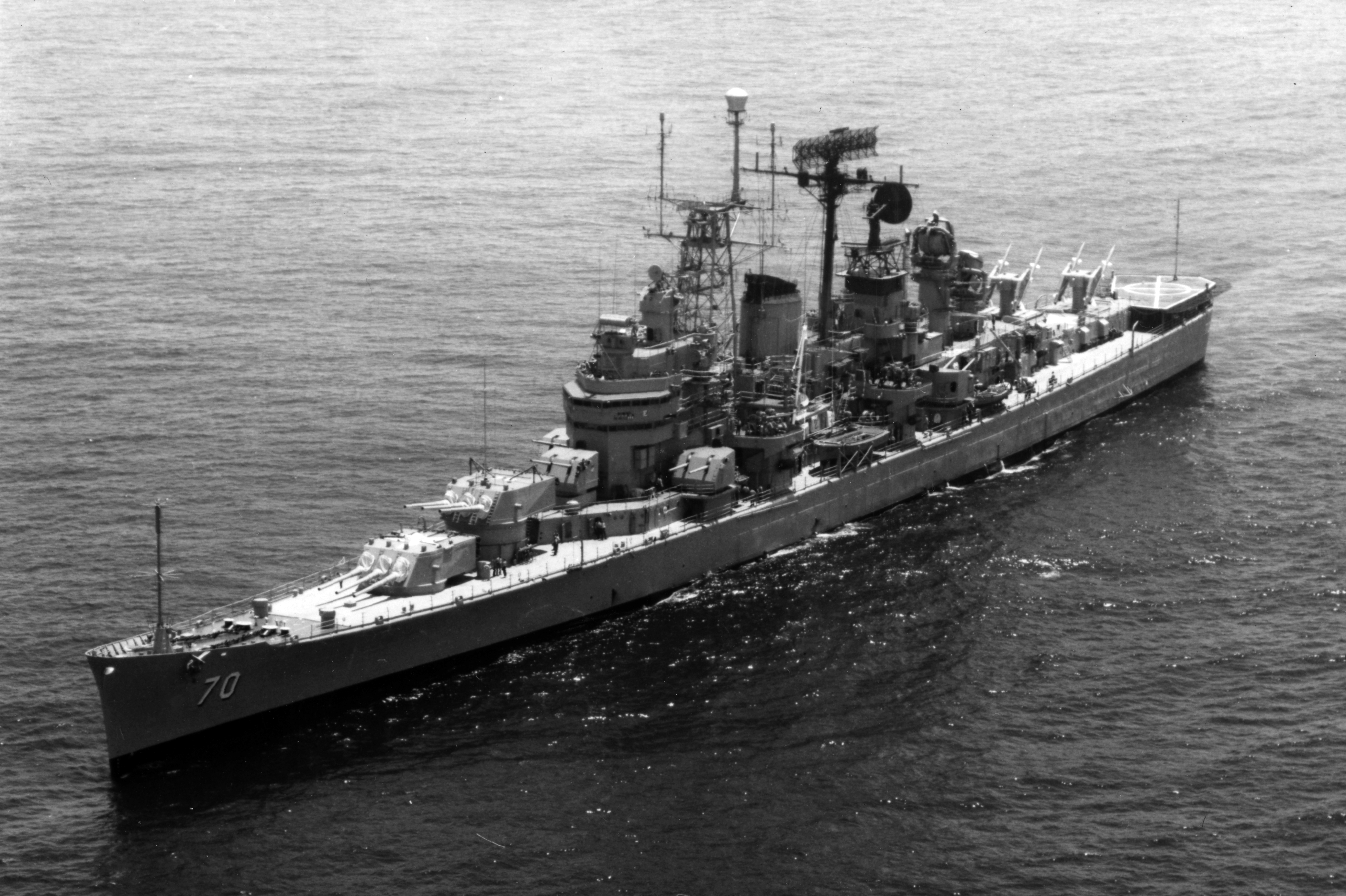
USS Canberra, zum Lenkwaffenkreuzer umgebaut
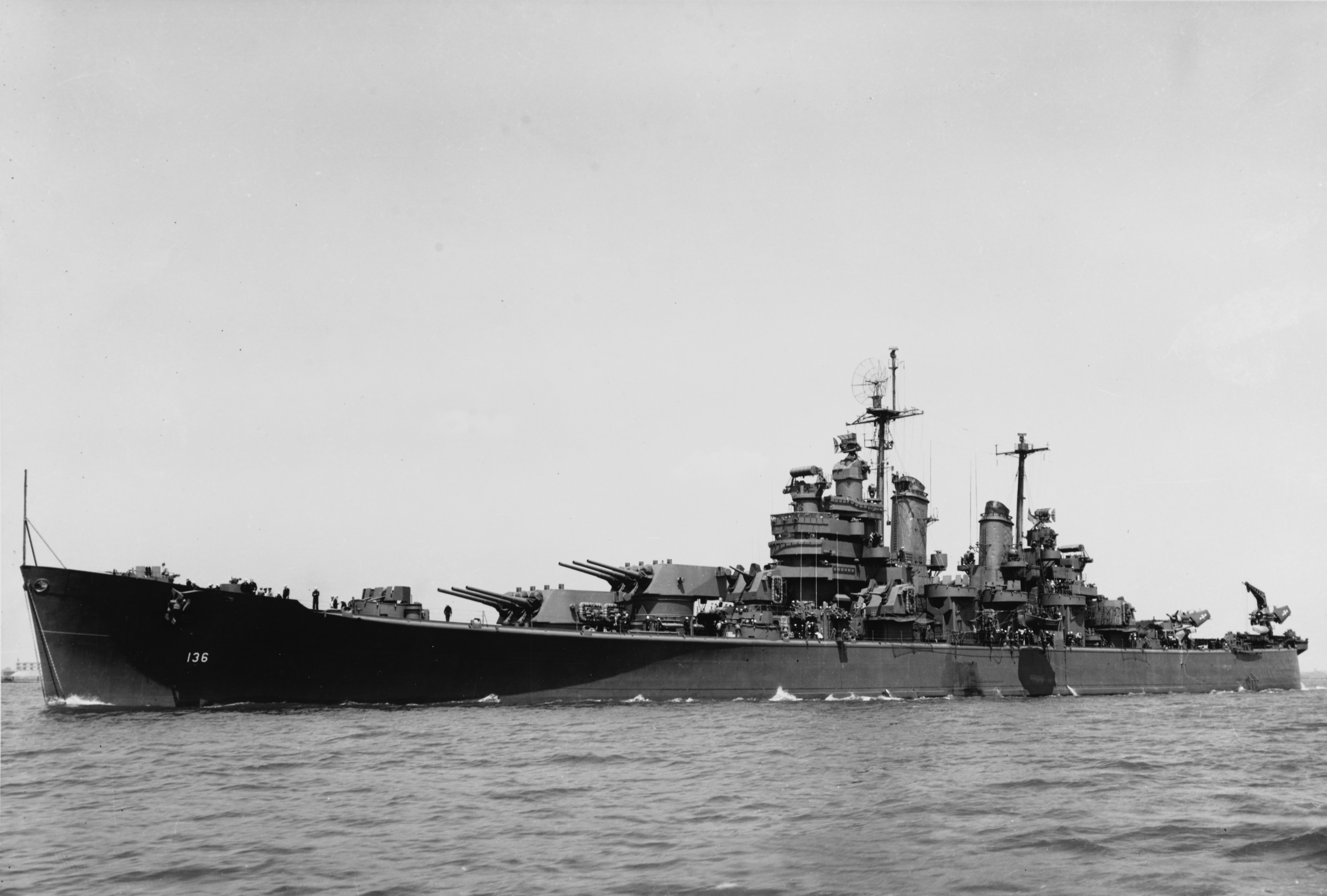
USS Chicago (CA-136)
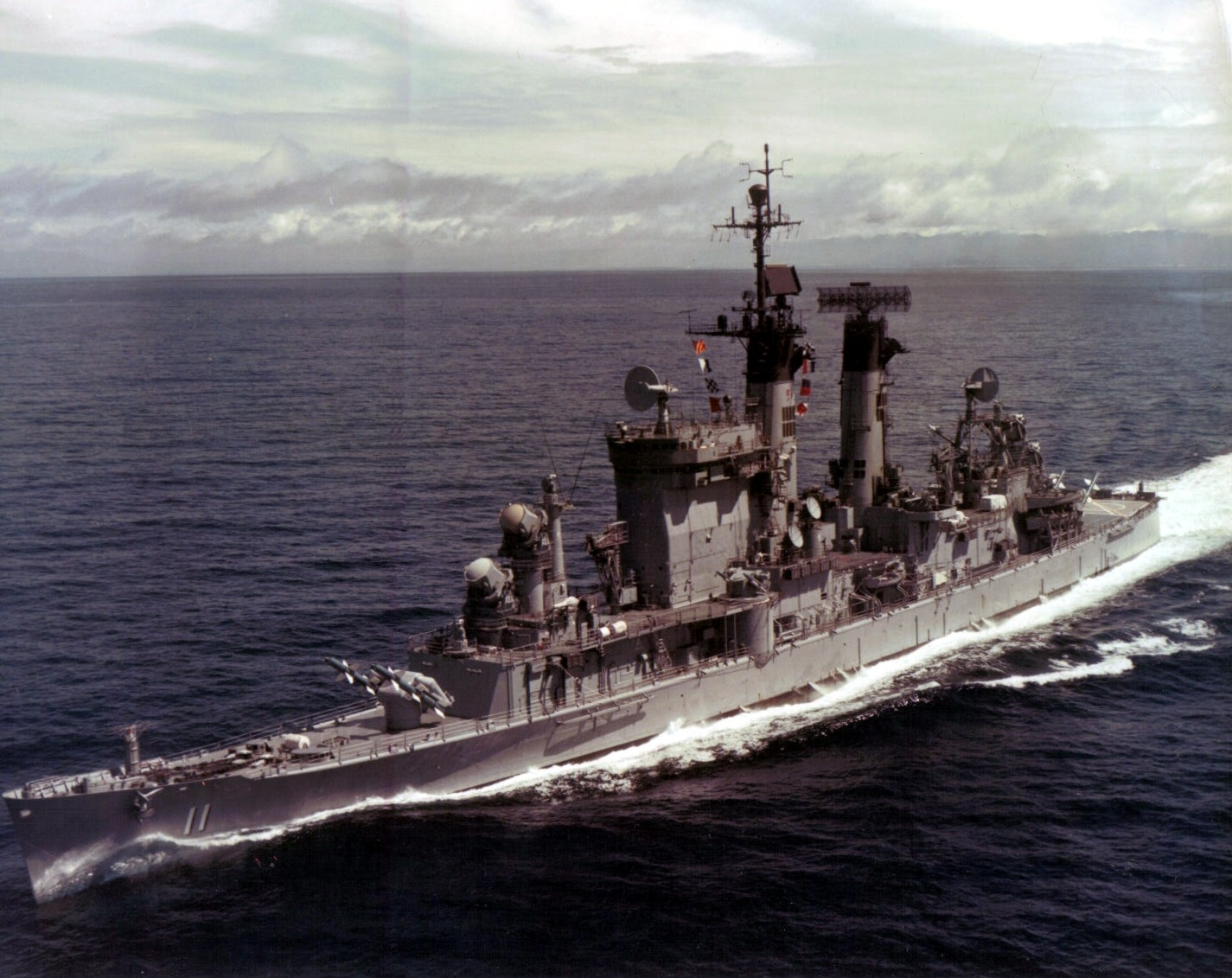
USS Chicago, zum Lenkwaffenkreuzer umgebaut
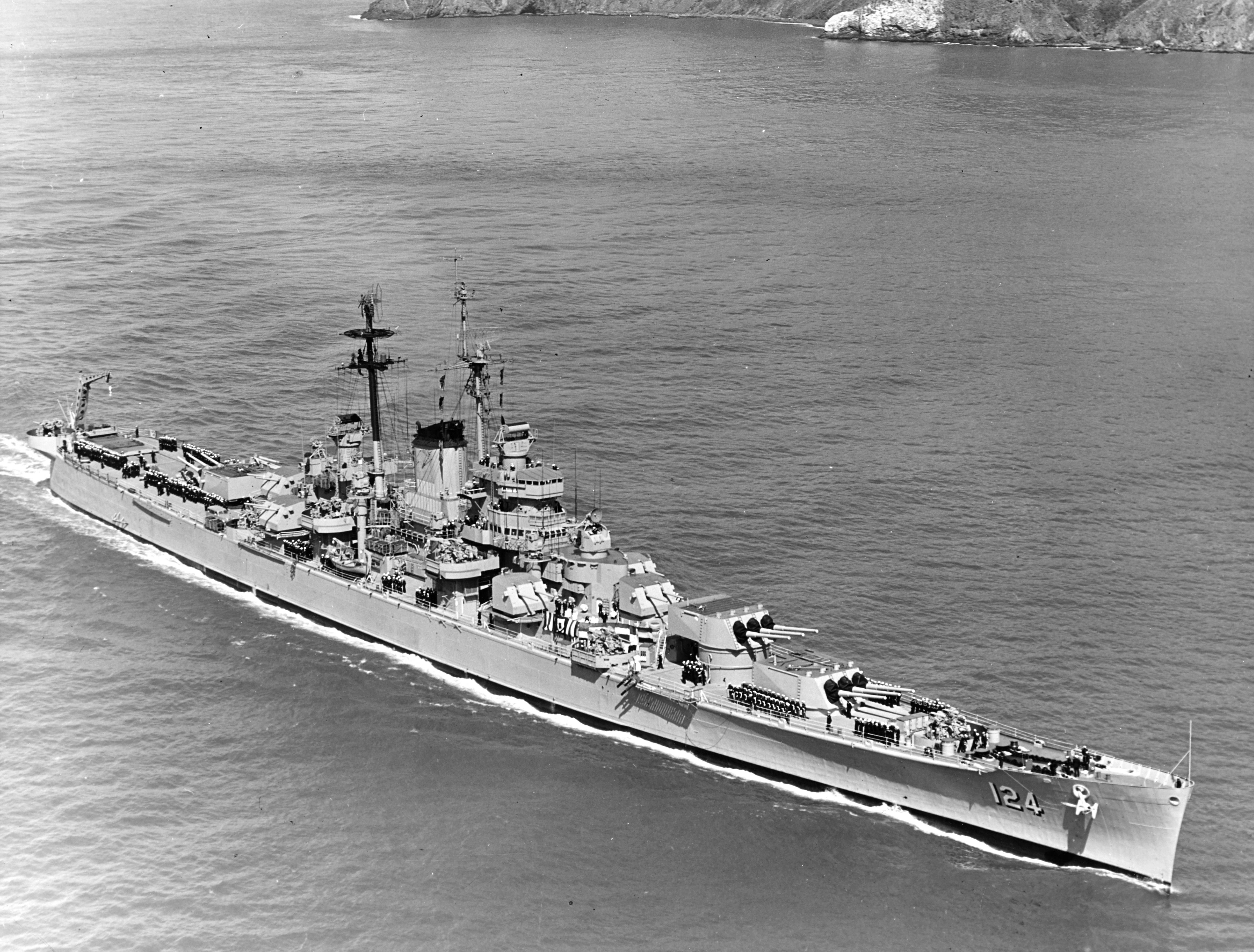
USS Rochester (CA-124)
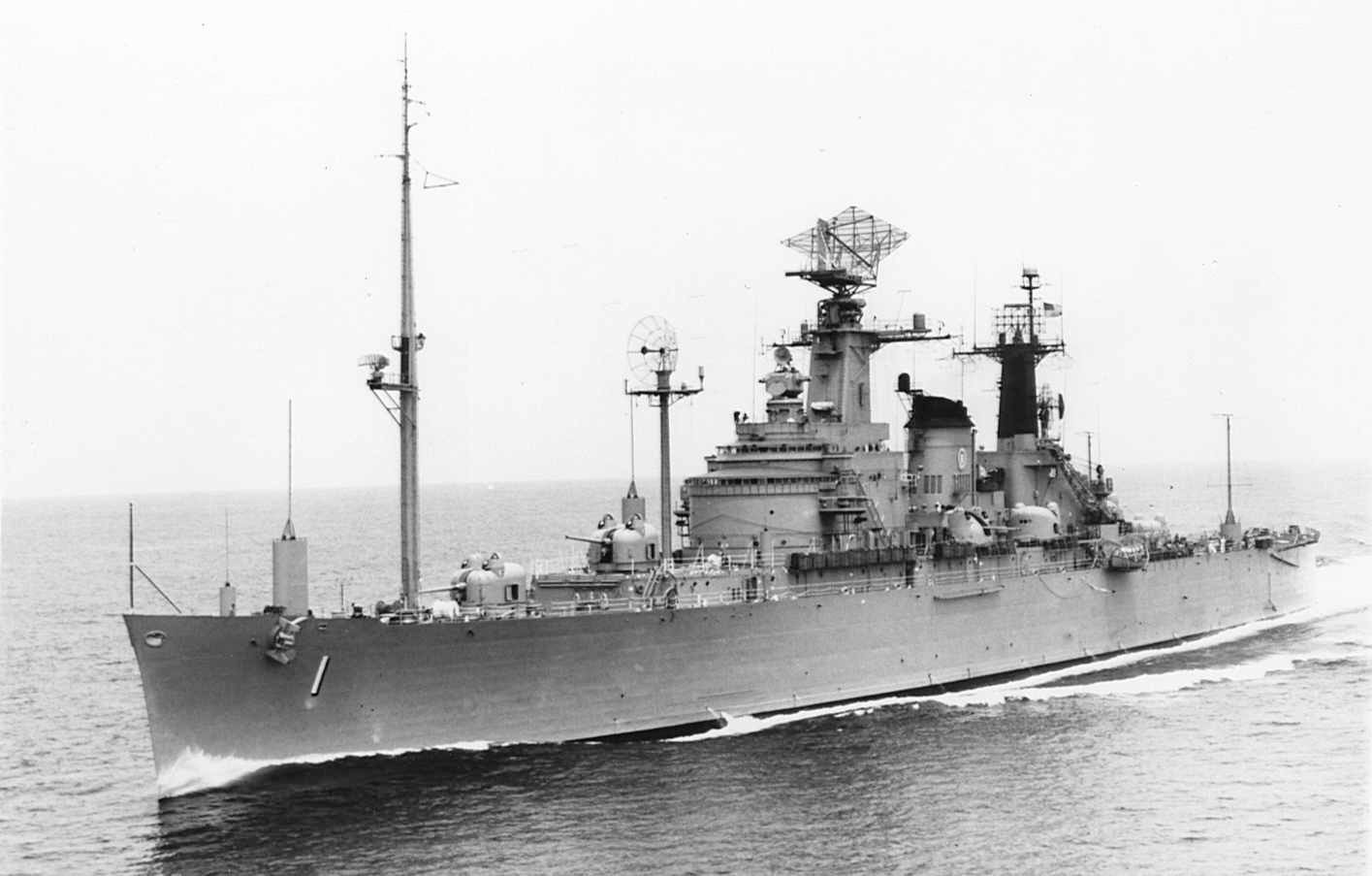
USS Northampton (CLC-1)
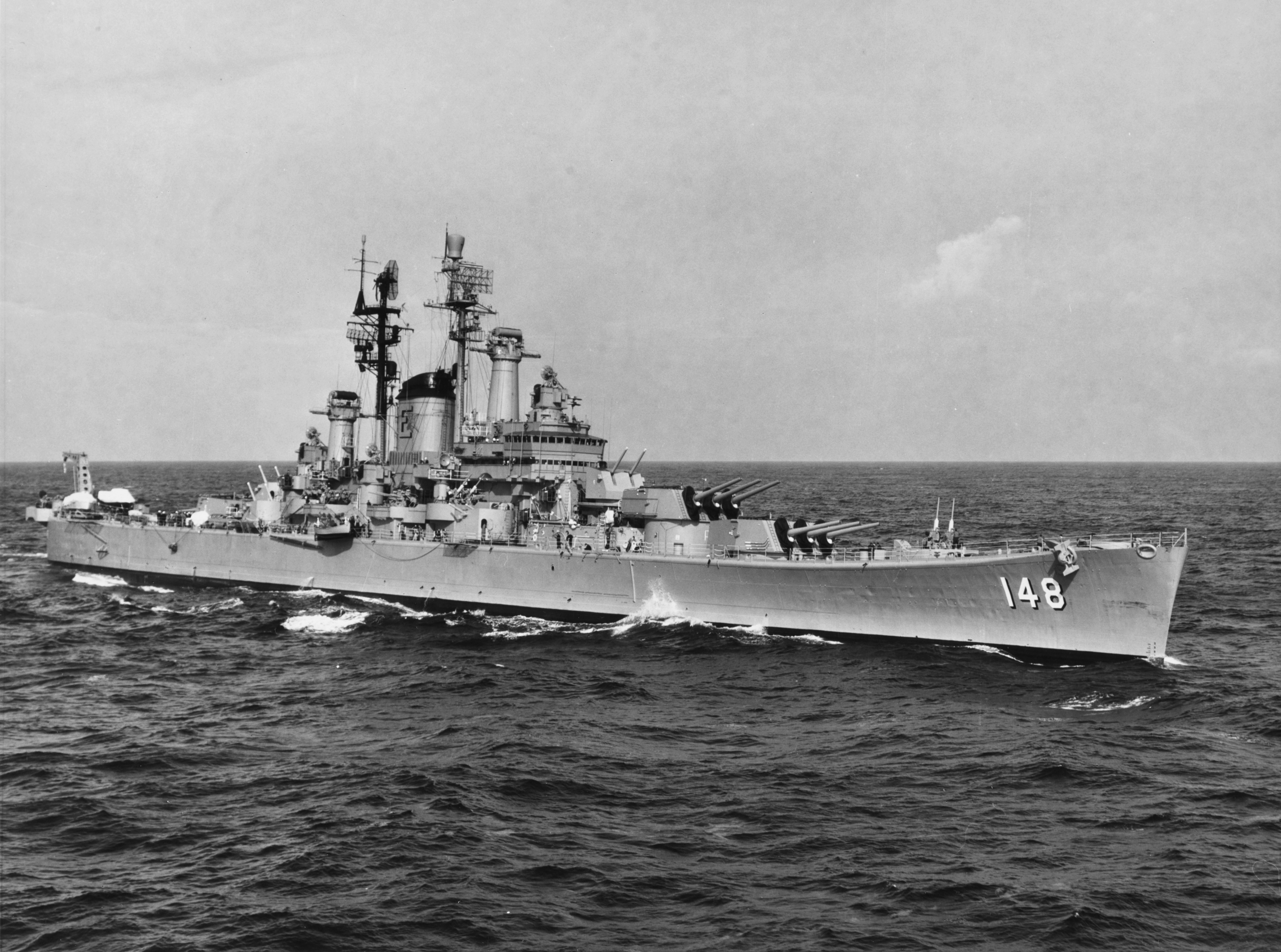
USS Newport News (CA-148)